# Métro de Toulouse
Le métro de Toulouse est un réseau de transport en commun, en site propre, desservant la ville française de Toulouse, dans le département de la Haute-Garonne. Il utilise la technologie du véhicule automatique léger (VAL), véhicule sur pneumatiques développé par Matra Transports.
Il est composé de deux lignes, en site propre, d’une longueur totale de 28,2 km, parsemées de trente-sept stations, dont une seule (Jean-Jaurès) permet la correspondance de l'une à l'autre. La première, la ligne A, est inaugurée en juin 1993 après cinq années de travaux. Elle relie Basso Cambo à Jolimont, avant qu'une extension de trois stations vers Balma – Gramont soit réalisée en décembre 2003. La seconde, la ligne B est, quant à elle, inaugurée en juin 2007, et relie Ramonville à Borderouge.
Depuis, plusieurs projets ont été évoqués et lancés : celui de prolongement de la ligne B vers Labège Madron, et la création de la ligne C dans le cadre du projet Toulouse Aerospace Express.
L'autorité organisatrice chargée du portage politique et du financement du métro et de l'ensemble du réseau de transports publics de l'agglomération toulousaine est Tisséo - Collectivités. L’exploitation est assurée en régie par l'établissement public à caractère industriel et commercial Tisséo - Voyageurs.
En 2020, Alstom remporte l’appel d’offres pour la construction du matériel roulant de la ligne C du métro à Toulouse. Les deux premières lignes étaient sur la base du VAL de Siemens. Trois autres entreprises étaient candidates : Siemens, Ansaldo-Hitachi, CAF associé à Thales.

## Histoire

### Chronologie

Carte animée de l'évolution des infrastructures ferroviaires de l'agglomération de Toulouse, dont celle de l'actuel métro, de 1885 à nos jours.

- 1980 : Vote par le conseil municipal du principe de la création d’une ligne de métro sur un axe sud-ouest/nord-est.
- 1984 : Le SMTC confirme le principe d’un TCSP sur cet axe, au moins enterré pour le passage au centre-ville.
- 1985 : Le SMTC adopte le principe du VAL (9 juillet).
- 1986 : Fin des études techniques de la ligne A définissant son tracé définitif.
- 1987 : Le projet de ligne A est déclaré d’utilité publique par le préfet (27 octobre).
- 1989 : Début des travaux de la ligne A.
- 1993 : Inauguration (26 juin) et ouverture à l'exploitation (28 juin) de la ligne A[10].
- 1997 : Début des études préliminaires pour l’extension de la ligne A et pour la construction de la ligne B.
- 2001 : Début des travaux d’extension de la ligne A et de construction de la ligne B.
- 2002 : Études de faisabilité du prolongement de la ligne B.
- 2003 : Ouverture à l’exploitation de la ligne A complète en décembre.
- 2007 : Ouverture de la ligne B à l’exploitation (30 juin)[11].
- 2012 : Début des études préliminaires pour l'extension de la ligne B.
- 2014 : Début du projet de ligne « Toulouse Aerospace Express ».
- 2016 : Signature du contrat pour les travaux de mise en conformité de la ligne A (AMLA) afin de permettre son exploitation avec des rames de 52 mètres (janvier).
- 2017 : Début des travaux du doublement de la capacité de la ligne A (avril) pour une mise en service en septembre 2019.
- 2018 : Confirmation du projet de troisième ligne, Toulouse Aerospace Express.
- 2020 : Début d’exploitation commerciale de rames doubles (longueur de 52 m) sur la ligne A (10 janvier)[12].
- 2022 :  Début des travaux de prolongement de la ligne B du métro de Toulouse (14 septembre) et début des travaux de gros œuvre de la ligne C du métro (15 décembre).

### Conception du réseau
En 1969, des propositions de monorail sont faites soit sur l'axe Mirail - Centre-ville - Wilson avec des extensions vers Empalot et une antenne de Jean-Jaurès au Complexe scientifique, soit sur une ligne de 15 km Mirail - Centre-ville - Empalot - Complexe scientifique.

Ces propositions n'ont jamais été sérieusement étudiées mais dès 1970 le BRGM indique qu'il est possible de creuser un métro souterrain à condition de passer sous la nappe alluviale qui passe à faible profondeur.

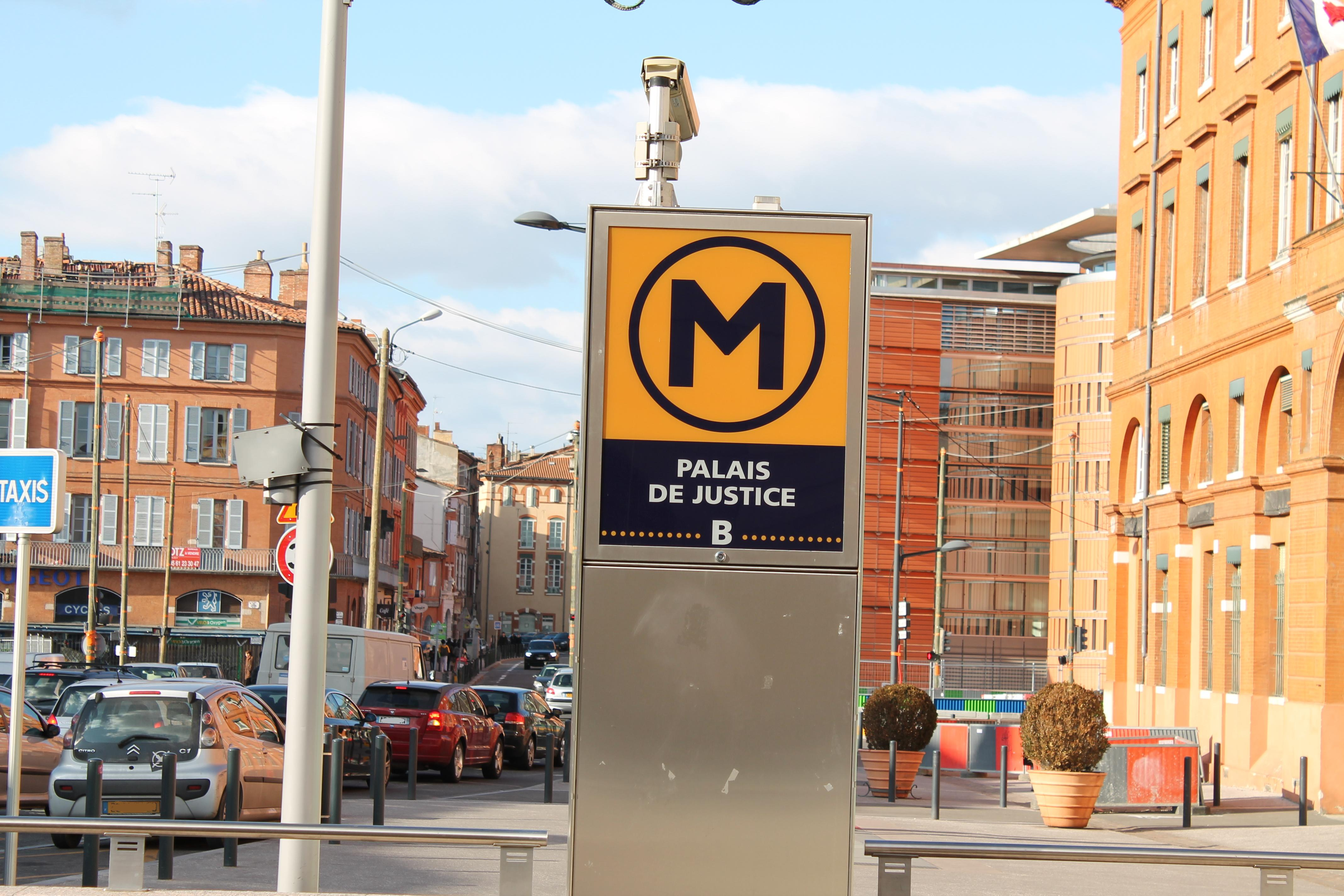
Vue extérieure de la station Palais de Justice sur la ligne B.

En 1975, Toulouse fait partie des sept villes retenues pour le concours Cavaillé sur la mise en place de tramways en France, du nom du secrétaire d'État aux transports et maire-adjoint de Toulouse. Un rapport du SMTC est dès lors remis et prévoit deux lignes de tramway s'approchant du principe du métro léger avec des tronçons souterrains en centre-ville, ou en surface par la rue Alsace-Lorraine qui serait piétonnisée : Mirail – Jolimont (11 km) et Rangueil – Cité administrative (8,60 km).
Tandis que les tracés sont affinés en 1979, une seconde étude comparant bus et métro léger met en avant l'avantage du métro léger en ce qui concerne la capacité et l'efficacité, ainsi que la possibilité de transformer le métro léger semi-enterré en vrai métro à plus long terme, à l'instar du prémétro de Bruxelles. De nouvelles études menées en 1981, un an après que la décision de principe de la construction d’un nouveau réseau de transports collectifs en site propre soit prise, affinent le tronçon souterrain.
Un élément vient chambouler les études : l'inauguration du métro de Lille le 25 avril 1983, inaugurant la technologie du Véhicule automatique léger (VAL).
Une première étude est menée la même année et prévoit trois lignes avec des troncs communs :
- A : Mirail – Jolimont ;
- B : Rangueil – Casanova ;
- C : Colomiers – Esquirol.

D'autres études mettent en évidence les difficultés pour réaliser le métro léger et que le VAL est bien plus capacitaire et offre une fréquence maximale plus élevée. En 1984, le SMTC explique les avantages et inconvénients de chaque mode aux élus qui feront le choix, mais le maire Dominique Baudis se montre vite favorable au VAL tandis que d'autres élus privilégient le tramway.
Lorsque le débat sur la sélection du mode de transport a été lancé, un vif débat s’est établi, la majorité municipale étant favorable à un VAL et opposée à un tramway. Les élus sont allés voir eux-mêmes le métro léger de Hanovre, puis le VAL de Lille. Peut-être est-ce la campagne de « sensibilisation » de Matra qui a été efficace ou l’annonce, quelques jours avant, d’une subvention de 500 millions de francs de l’État mais, le 9 juillet 1985,.
Le choix décisif au sein du SMTC a lieu le 9 juillet 1985 et s'est joué à une voix en faveur du VAL, : celle du président Guy Hersant, puisque le vote des élus est arrivé à égalité. Les études se poursuivent dès septembre 1985 pour affiner le tracé de la première ligne.

### Travaux de la ligne A
L'harmonisation des études (mêmes techniques, mêmes câblages, mêmes luminaires, respect des "guides types", etc.) des stations de la ligne A est confiée à l’ingénieur Françoise Mahiou, par ailleurs, responsable des stations submersibles, Patte-d’Oie et Saint-Cyprien, et dont les accès peuvent être rendus quasi étanches par des portes spécifiques.
Les travaux de construction commencèrent en 1989, sous maîtrise d'ouvrage déléguée à la Société de la Mobilité de l'Agglomération Toulousaine (SMAT) après un peu plus de trois ans pour la réalisation de l’avant-projet sommaire, d’une concertation et de l’enquête publique. La déclaration d’utilité publique est signée le 27 octobre 1988 et la ligne ouvre cinq ans plus tard, le 26 juin 1993. Une profonde restructuration du réseau de bus est effectuée en même temps.

### Extension des lignes A et B
Dès 1991, les études sont lancées pour définir le tracé de la ligne B, sur un tracé initial Rangueil - Compans-Caffarelli avec une double correspondance à Jean Jaurès et Esquirol avec la ligne A. En 1992, la ligne est étudiée au nord jusqu'à la Barrière de Paris et au sud deux branches apparaissent, l'une vers le CHU et l'autre vers Montaudran.
En 1996, le SMTC annonce officiellement qu'une seconde ligne va voir le jour et que la ligne A sera prolongée vers la banlieue nord-est de Toulouse sur la commune de Balma. Trois nouvelles stations (Balma-Gramont, Roseraie et Argoulets) sont ajoutées à la ligne.
Le tracé de la ligne B s'affine toujours et en 1998 il est prévu, durant la seconde concertation, de Borderouge à l'université Paul Sabatier. Le 9 novembre 1998, le SMTC valide le choix du VAL pour la seconde ligne. L'enquête publique de 1999 valide la correspondance unique à Jean jaurès.
L'objectif de cette ligne B est de désengorger la ligne A, mais aussi de desservir de nombreux lieux jusqu'alors difficilement desservis tel le quartier des Izards.
Les travaux de prolongement de la ligne A commencent en 2001 et l’inauguration est faite fin 2003. Le percement du tunnel de la ligne B débute en août 2002 à la station Trois-Cocus et en octobre 2002 au puits Niel ; ce double front d'attaque nécessite l'usage simultané, alors unique en Europe, de quatre tunneliers entre les stations Trois-Cocus et Université Paul-Sabatier, les sections terminales à chaque extrémités et le raccordement au garage-atelier étant creusés de façon conventionnelle (tunnel-cadre).
La pose des voies commence fin 2003 à Borderouge et au printemps 2004 depuis Ramonville, le second œuvre débute en parallèle fin 2004/début 2005. Fin 2006/début 2007, c'est au tour des aménagements de voirie autour des stations d'avoir lieu, pour une mise en service le 30 juin 2007.

### Doublement de la capacité de la ligne A

#### Une ligne saturée aux heures de pointe
Pour des raisons politiques et économiques — contraintes de coût, de réalisation et de délais — les travaux de préparation de quais longs n’ont pas été faits sur quatre des dix-huit stations de la ligne A (Patte d’Oie, Fontaine Lestang, Mermoz et Basso Cambo). Ainsi, trois de ces quatre stations sont des ouvrages souterrains d'une profondeur de 20 mètres pour une largeur de 15 mètres. Ces quais longs (52 m) sont nécessaires afin d’exploiter la ligne avec des rames de quatre voitures au lieu de deux, afin de doubler la capacité de la ligne.
En effet, vingt ans après son ouverture, la ligne A est saturée, la période d’heure de pointe dure de plus en plus longtemps, et les ouvertures de la ligne T1 en 2010 et de différentes lignes de bus en site propre entre-temps amènent des flux supplémentaires de voyageurs vers la ligne A. Le phénomène est par ailleurs de plus en plus important avec la création de nouveaux moyens de transports en commun dans l’agglomération en correspondance avec la ligne A. L’ouverture de la ligne B, en juin 2007, a en particulier induit une augmentation du trafic de 30 %.
Cette saturation se traduit par un important nombre de voyageurs obligés de rester à quai, et des rames souvent bondées aux heures de pointe, mais aussi parfois en journée.

#### Des solutions partielles
En 2005, et après avoir été retardés à de nombreuses reprises, des travaux ont été décidés pour mettre à niveau la longueur des quais, les automatismes, et la mise au norme de sécurité dans toutes les stations afin de mettre en service des rames de 52 m à quatre voitures pour l’automne 2013. Si le prolongement des quais de la station aérienne Basso Cambo ne pose pas de difficultés majeures, le prolongement des quais des stations souterraines nécessite en revanche de réaliser de lourds travaux d’excavation. Ceux-ci auraient dû se faire pendant cinq semaines durant trois étés successifs (de 2011 à 2013) où le métro n’aurait pas fonctionné. Leur coût était alors estimé à 230 millions d’euros dont 30 pour l’achat des rames supplémentaires. Cependant, la municipalité de Pierre Cohen, élue en 2008, n’a pas poursuivi ce projet pour se concentrer sur le développement du tramway, malgré les nombreuses plaintes des utilisateurs du métro.
Les études préalables ont envisagé la possibilité d'utiliser des rames longues avec des quais courts , mais cela posait des difficultés techniques. Cette possibilité posait des questions d'acceptabilité et d’exploitabilité, en particulier pour les conditions d’évacuation des passagers à mobilité réduite. Dans tous les cas, elle nécessitait des ouvrages de génie civil de type galerie souterraine.

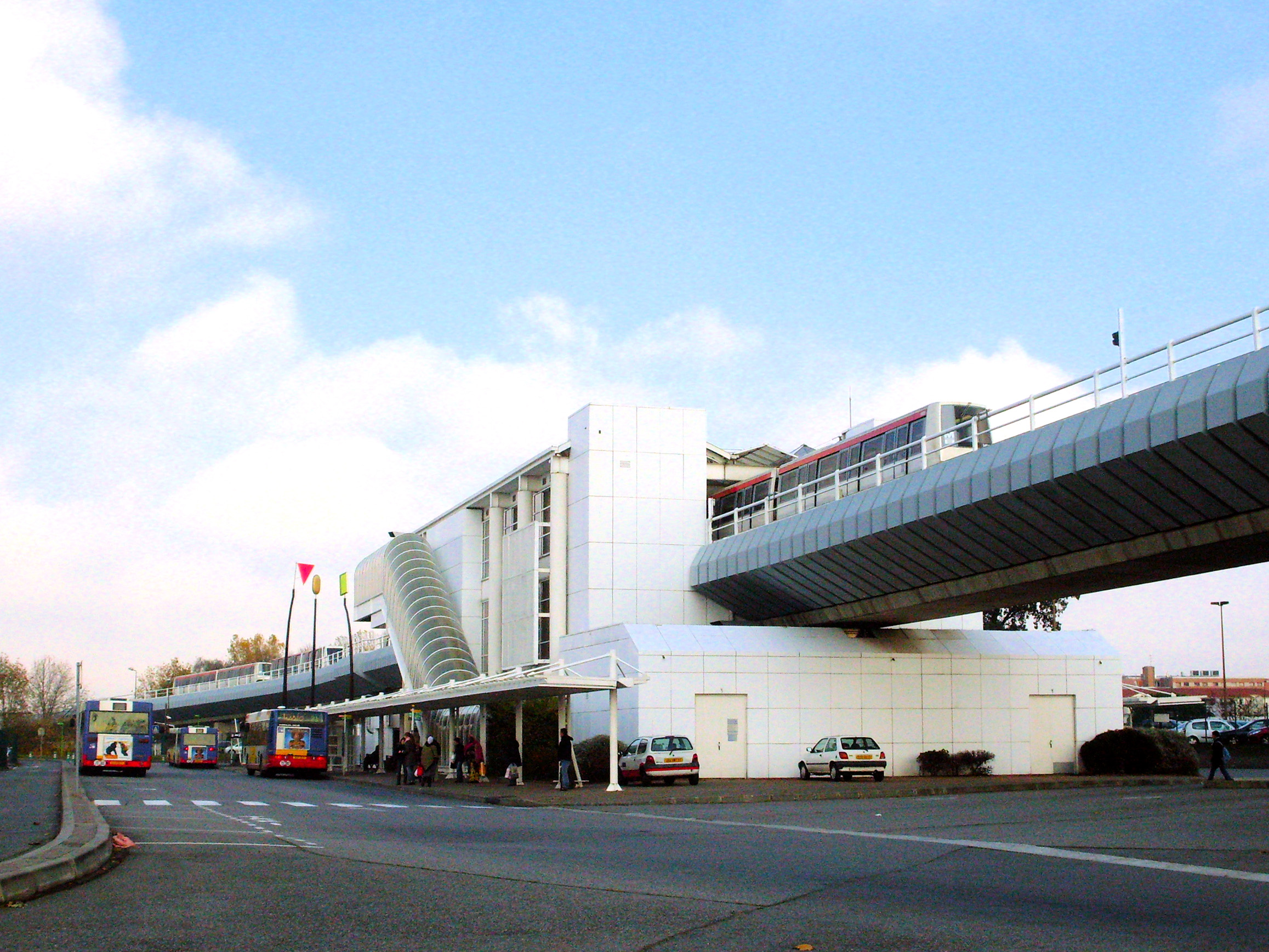
La station aérienne Basso Cambo, en 2008, avant le doublement de la longueur de ses quais.

De nouvelles rames furent mises en exploitation de fin mars 2011 à 2012. Au nombre de dix-huit pour un total de 75 millions d'euros, ces VAL 208 NG2 se sont ajoutées aux cinquante-six rames de 208 NG mises en service en 2007 ainsi qu'aux quatorze VAL 208 mises en service en 2003 et aux 28 VAL 206 datant de l'inauguration de la ligne A en 1993. Elles mesurent 2,08 m de large (contre 2,06 m pour les VAL 206) et 26 mètres de long, pour un poids de 29,5 tonnes, et disposent d'une capacité de 160 à 224 voyageurs. Elles ont permis d'abaisser la durée inter-rames à 1 minute 10 secondes en heure de pointe[réf. souhaitée]. Depuis mars 2012, les vingt-huit rames de 1993 subissent quant à elles une révision de mi-vie afin de les mettre aux normes (notamment en matière d'accessibilité), de les alléger de 500 kg, de revoir les systèmes de freinage, de traction, le pupitre de commande, et de refaire la décoration intérieure, pour un coût total de 21,5 M€, soit un peu moins d’un million d’euros par rame. Le but est d’augmenter leur durée de vie de dix ans, la portant de trente à quarante ans, plutôt que d’acheter de nouvelles rames à plus de 4,5 M€ chacune à l'horizon 2020.
Avec des pointes à plus de 200 000 voyageurs par jour sur la ligne A et 175 000 voyageurs par jour sur la ligne B, Tisséo a étudié en 2011 la possibilité de sauter, à l’heure de pointe, les deux stations de Patte d'Oie et Fontaine Lestang afin de pouvoir exploiter des rames à quatre voitures sur certaines missions. Ce projet n’a pas été réalisé.

#### Travaux et mise en service
Le 25 mars 2015, à la suite de la promesse de campagne du candidat élu Jean-Luc Moudenc, Tisséo-SMTC a annoncé la reprise des études pour l’allongement des quais des stations Patte-d’Oie, Fontaine-Lestang, Mermoz et Basso Cambo. Le coût annoncé par la municipalité est de 180 millions d’euros, incluant la reprise des façades des quais des stations de la ligne A et le réaménagement du garage-atelier ainsi que de la station Jean Jaurès pour absorber les flux supplémentaires de trafic. Le principe de l’interruption du trafic pendant trois étés consécutifs est conservé (étés 2017, 2018 et 2019), pour une mise en service annoncée en septembre 2019. Finalement, la ligne A du métro ne sera seulement interrompue que deux étés, cinq semaines durant l'été 2017 et six semaines durant l'été 2018, soit une de plus que ce qui était initialement prévu afin d'éviter la fermeture de l'été 2019. Les seuls travaux qui nécessitaient la fermeture de 2019 concernaient des travaux sur les gaines de ventilation qui ont pu être faits durant la semaine supplémentaire de fermeture de l'été 2018.

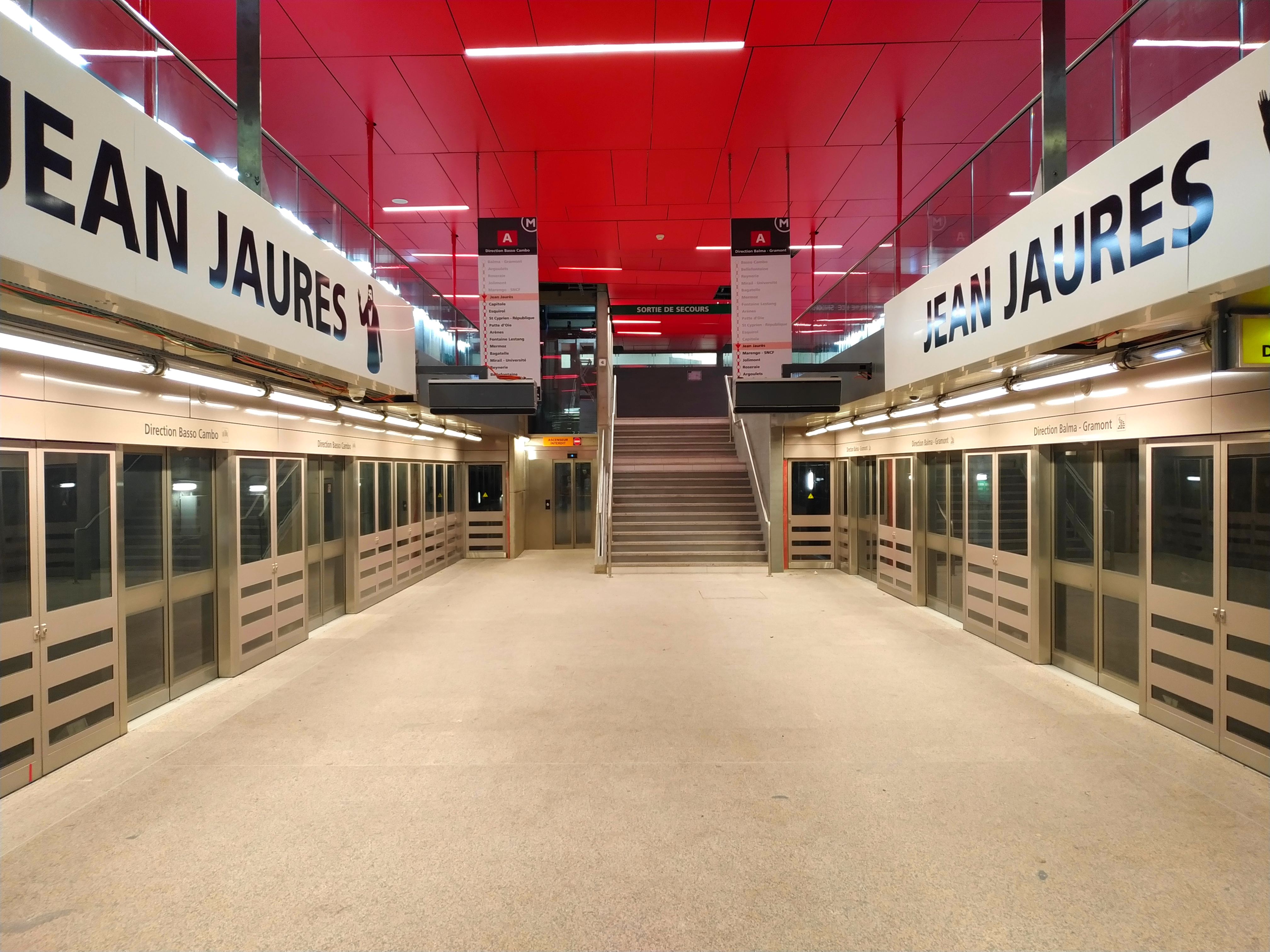
Les quais à 52 mètres de la station Jean-Jaurès, en 2019.

L'objectif de doublement est d'augmenter le nombre de voyageurs pour passer de 230 000 à 400 000 voyageurs/jour. Les travaux permettront de mettre les stations concernées aux nouvelles normes plus contraignantes que les normes initiales, en matière de sécurité.
Le calendrier prévoit une DUP à mi-mars 2017, et la fin des travaux à l'automne 2019, pour une mise en exploitation le 8 janvier 2020. Ce calendrier sous-tend des acquisitions foncières et des libérations d'emprises. Avec une valeur actuelle nette de 53 M€ (2015), le projet est considéré comme bénéfique pour la collectivité, avec un point d'équilibre prévu pour l'année 2088.
Les travaux du doublement de la ligne ont débuté en 2017, et se déroulent essentiellement pendant l'arrêt du service de nuit, ou alors pendant les étés, où la ligne est fermée. Ces fermetures sont prévues jusqu'à l'été 2019. Ce projet s'accompagne également d'un réaménagement complet de la station Jean-Jaurès, en connexion entre les deux lignes, et elle aussi saturée aux heures de pointe.
L'exploitation commerciale de la ligne A a ainsi été arrêtée du 17 juillet au 20 août 2017 pour installer les cintres de sécurité qui garantissent l'exploitation de la ligne lors de la période 2017-2018 tout en permettant l'avancée des travaux en surface et la conception du gros œuvre des stations souterraines Patte-d’Oie, Fontaine-Lestang, Mermoz. Durant cette même période ont été installées les portes palières pour les stations dont le gros œuvre a été prévu en 52 mètres. Durant l'été 2018, l'exploitation est aussi interrompue pendant six semaines (au lieu des cinq initialement prévues), du 16 juillet au 26 août, permettant l'enlèvement des cintres de sécurité, la semaine supplémentaire étant dédiée à la réalisation de travaux préalablement planifiés pour l'été 2019, afin d'éviter une interruption de service en 2019.
La ligne A avec des rames doublées est mise en service le 10 janvier 2020, alors que l'ouverture initialement prévue deux jours plus tôt, le 8 janvier, est reportée en raison d'une panne générale de la ligne.

### Troisième ligne (ligne C) anciennement TAE ou M3 (pendant le projet)
Lors des élections municipales de 2014, Jean-Luc Moudenc avait fait de la création d'une troisième ligne de métro dans l'agglomération un de ses thèmes de campagne. Celui-ci ayant été élu à la tête de Toulouse et de sa métropole, son projet est lancé en 2015, avec une refondation du précédent PDU qui prévoyait plutôt la création de lignes de tramway et de BHNS.
Courant 2015, les études portaient, en partie, sur le choix du matériel roulant. Le VAL pouvait à l'époque ne pas être choisi. Un métro avec conducteur comme à Paris ou à Londres était donc aussi envisagé. Finalement, le choix d'un métro automatique, non compatible avec les lignes A et B, sans préciser s'il s'agissait d'un VAL, est fait par Tisséo.
En juillet 2017, le projet est confirmé par Tisséo. Le préfet de la région Occitanie, a déclaré d’utilité publique le projet, le 7 février 2020. Les premiers travaux devraient débuter dans la foulée, pour une ouverture en 2025.
Le montant global de l’opération Toulouse Aerospace Express est évalué à 2,67 milliards d’euros en valeur économique de mai 2016.
Le 15 juin 2020, l’ensemble des candidats à l’appel d’offres pour le lot comportant le matériel roulant, les équipements d’automatisme des voies, l’alimentation électrique et la maintenance ont déposé leur dossier de candidature. Tisséo déclare que la pandémie de Covid-19 n’a pas entraîné de retard pour la conception de la ligne, dont l’inauguration reste prévue en 2025.
Le 3 novembre 2020, le choix final du système de transport pour la troisième ligne de métro a été voté en faveur d’Alstom, choix confirmé lors du Comité Syndical du 4 novembre 2020. Le groupe français Alstom, constructeur du TGV, a remporté le marché de construction de la troisième ligne de métro de Toulouse. Un marché de 800 millions d'euros qui porte sur le matériel roulant et le système automatique.
Jean-Luc Moudenc, lors d'un point presse du 14 décembre 2020, a annoncé le décalage du calendrier et de la date de mise en service de la ligne, provoqués par les conséquences financières de la crise du Covid-19. Le début des travaux serait prévu fin 2022, pour une mise en service de la troisième ligne de métro en 2028 et non plus en 2025.
En ce qui concerne une éventuelle quatrième ligne de métro, elle ne sera créée qu'à très long terme, les futurs développements du TCSP se feront probablement par des extensions du réseau.

## Réseau actuel

### Présentation du réseau

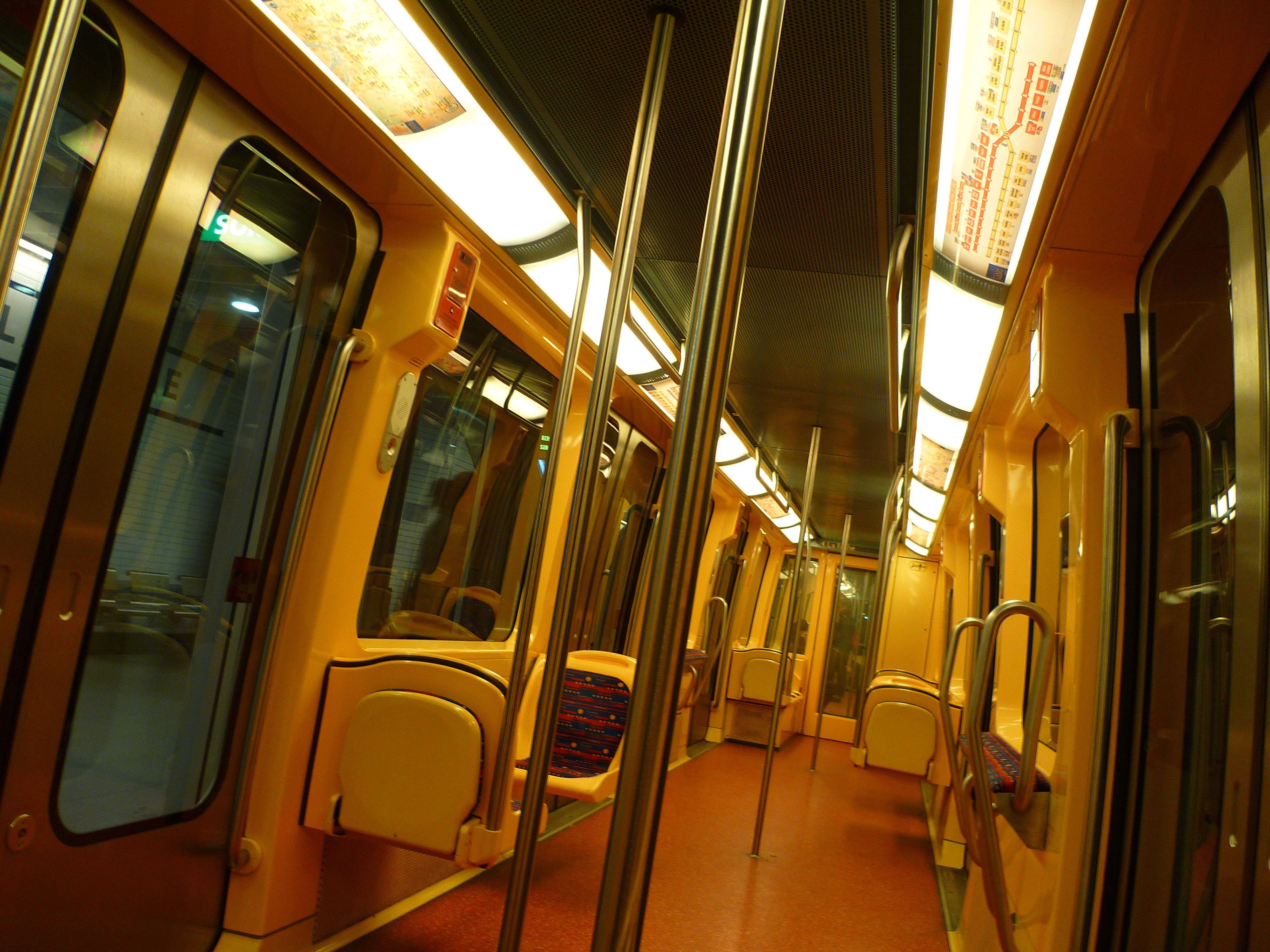
Intérieur d'une rame VAL 208 non-rénovée du métro toulousain.

Le réseau de métro de Toulouse est long de 28,2 km, et compte deux lignes en site propre, essentiellement souterraines.
Il dessert trente-sept stations, réparties au sein de trois communes : Toulouse (trente-cinq dont une double), Balma (une) 
et Ramonville-Saint-Agne (une).
Les deux lignes, se croisant à la station Jean-Jaurès, au centre de Toulouse, constituent la colonne vertébrale 
du réseau de transports en commun de l’agglomération toulousaine.
La majorité des lignes de bus du réseau Tisséo, ainsi que de nombreuses lignes du réseau liO 
ont pour terminus une des trente-sept stations du métro toulousain.
De par sa fréquentation et sa rapidité, le métro représente le principal réseau de transports en commun à Toulouse.
La création des deux lignes actuelles ont permis de désengorger le centre-ville de Toulouse, en repoussant les terminus de nombreuses lignes de bus au bord 
de la ville. La création de pôles multimodaux aux Argoulets et à 
Balma – Gramont en 2003, ou à 
Borderouge en 2007 ont permis de « soulager » le terminus de Jeanne-d’Arc 
qui accueillait douze lignes en 1996. Il en a été de même avec 
Université-Paul-Sabatier 
et Ramonville pour le terminus de Cours Dillon (neuf lignes en 1996
, six aujourd’hui) 
afin de réserver les avenues radiales aux voitures.
Tisséo-Collectivités (anciennement SEMVAT jusqu'en 2005) est le propriétaire de l'ensemble du réseau du métro de Toulouse, qu'il s'agisse du matériel roulant ou des infrastructures.

#### Lignes
Deux lignes composent actuellement le réseau de métro toulousain.
La ligne A, orientée sud-ouest – nord-est, a été mise en service le 26 juin 1993 entre les stations Basso Cambo et Jolimont, puis fut prolongée jusqu'à son terminus actuel Balma-Gramont le 18 décembre 2003. Elle dessert les lieux et places les plus importants de la ville, tels que la place du Capitole, la place Esquirol ou encore la Gare de Toulouse-Matabiau.
La ligne B, quant à elle, est orientée nord – sud et relie Borderouge à Ramonville, via les boulevards intérieurs de Toulouse. Sa mise en service commercial a eu lieu le 30 juin 2007. Contrairement à la ligne A qui comporte quatre portions en viaduc et deux stations aériennes (Basso Cambo et Jolimont), la ligne B est totalement souterraine.
Une liaison entre les deux lignes existe pour le transfert et l'utilisation d'une rame d'une ligne à l'autre. Ce tunnel se situe entre les stations Jeanne-d'Arc et Jean-Jaurès pour la ligne B, et entre Jean-Jaurès et Capitole pour la ligne A. Cependant, seules les rames VAL 208 sont compatibles avec les deux lignes. Les rames VAL 206, quant à elles, ne peuvent circuler que sur la ligne A, pas sur la ligne B.
| Ligne               | Caractéristiques | Caractéristiques                                 | Caractéristiques                                 | Caractéristiques                                 | Caractéristiques                                      | Caractéristiques                                 | Caractéristiques                                 | Caractéristiques                                 | Caractéristiques                                 |
| A                   | Métro de Toulouse · Ligne A du métro de Toulouse | Métro de Toulouse · Ligne A du métro de Toulouse | Métro de Toulouse · Ligne A du métro de Toulouse | Métro de Toulouse · Ligne A du métro de Toulouse | Métro de Toulouse · Ligne A du métro de Toulouse      | Métro de Toulouse · Ligne A du métro de Toulouse | Métro de Toulouse · Ligne A du métro de Toulouse | Métro de Toulouse · Ligne A du métro de Toulouse | Métro de Toulouse · Ligne A du métro de Toulouse |
| A                   | Basso-Cambo ⥋ Balma Gramont | Basso-Cambo ⥋ Balma Gramont                      | Basso-Cambo ⥋ Balma Gramont                      | Basso-Cambo ⥋ Balma Gramont                      | Basso-Cambo ⥋ Balma Gramont                           | Basso-Cambo ⥋ Balma Gramont                      | Basso-Cambo ⥋ Balma Gramont                      | Basso-Cambo ⥋ Balma Gramont                      | Basso-Cambo ⥋ Balma Gramont                      |
| ------------------- | --- | ------------------------------------------------ | ------------------------------------------------ | ------------------------------------------------ | ----------------------------------------------------- | ------------------------------------------------ | ------------------------------------------------ | ------------------------------------------------ | ------------------------------------------------ |
| A                   | Ouverture / Fermeture 26 juin 1993 / — | Longueur 12,5 km                                 | Durée 22,30 min                                  | Nb. d’arrêts 18                                  | Matériel VAL 206, VAL 208 AG, VAL 208 NG, VAL 208 NG2 | Jours de fonctionnement L, Ma, Me, J, V, S, D    | Jour / Soir / Nuit / Fêtes O / O / N / O         | Voy. / an 60 507 846 voyageurs (2 024)           | Garage-Atelier Basso-Cambo                       |
| A                   | Desserte : - Villes et lieux desservis : Balma, Secteur 4 - Toulouse Est (Roseraie, Marengo-Jolimont, Observatoire de Toulouse, Médiathèque José-Cabanis), Secteur 1 - Toulouse Centre (Canal du Midi, Ramblas des Allées Jean-Jaurès, Place Wilson, Place du Capitole, Rue d'Alsace-Lorraine, Musée des Augustins de Toulouse, Place Étienne-Esquirol), Secteur 2 - Toulouse Rive Gauche (Place intérieure Saint-Cyprien, Lycée des Arènes, Les Abattoirs, Hôpital de la Grave, Hôtel-Dieu Saint-Jacques) et Secteur 6 - Toulouse Ouest (Université Toulouse-Jean-Jaurès, Mirail, Parc de Reynerie, Château du Mirail). - Stations et gares desservies : Voir la liste des stations                                                     |                                                  |                                                  |                                                  |                                                       |                                                  |                                                  |                                                  |                                                  |
| A                   | Autre : - Stations non accessibles aux UFR : Aucune. - Particularités : La ligne fonctionne tous les jours de 4 h 30 à 0 h 30 et est à conduite automatique intégrale (PAI). L'inter-station moyenne est de 735 m. Depuis 2019, la ligne circule avec des rames doubles de 52m. - Date de dernière mise à jour : 12 mars 2023. |                                                  |                                                  |                                                  |                                                       |                                                  |                                                  |                                                  |                                                  |
| A                   | Dernière actualisation : — |                                                  |                                                  |                                                  |                                                       |                                                  |                                                  |                                                  |                                                  |
| B                   | Métro de Toulouse · Ligne B du métro de Toulouse | Métro de Toulouse · Ligne B du métro de Toulouse | Métro de Toulouse · Ligne B du métro de Toulouse | Métro de Toulouse · Ligne B du métro de Toulouse | Métro de Toulouse · Ligne B du métro de Toulouse      | Métro de Toulouse · Ligne B du métro de Toulouse | Métro de Toulouse · Ligne B du métro de Toulouse | Métro de Toulouse · Ligne B du métro de Toulouse | Métro de Toulouse · Ligne B du métro de Toulouse |
| B                   | Borderouge ⥋ Ramonville |                                                  |                                                  |                                                  |                                                       |                                                  |                                                  |                                                  |                                                  |
| B                   | Ouverture / Fermeture 30 juin 2007 / — | Longueur 15,7 km                                 | Durée 27 min                                     | Nb. d’arrêts 20                                  | Matériel VAL 208 AG, VAL 208 NG, VAL 208 NG2          | Jours de fonctionnement L, Ma, Me, J, V, S, D    | Jour / Soir / Nuit / Fêtes O / O / N / O         | Voy. / an 57 790 031 voyageurs (2 024)           | Garage-Atelier Borderouge                        |
| B                   | Desserte : - Villes et lieux desservis : Secteur 3 - Toulouse Nord (Borderouge, Minimes, Canal du Midi), Secteur 1 - Toulouse Centre (Compans-Caffarelli, Marché Victor-Hugo, Ramblas des Allées Jean-Jaurès, Monument aux combattants de la Haute-Garonne, Halle aux Grains de Toulouse, Théâtre de la Cité TNT, Cathédrale Saint-Étienne de Toulouse, Quartier des Carmes, Palais de justice de Toulouse), Secteur 5 - Toulouse Sud-Est (Allées Jules-Guesde, Prison Saint-Michel, le Jardin des Plantes et le Muséum de Toulouse, Empalot, Institut national des sciences appliquées de Toulouse, Université Toulouse-III-Paul-Sabatier, Téléo) et Ramonville-Saint-Agne. - Stations et gares desservies : Voir la liste des stations |                                                  |                                                  |                                                  |                                                       |                                                  |                                                  |                                                  |                                                  |
| B                   | Autre : - Stations non accessibles aux UFR : Aucune. - Particularités : Deux stations supplémentaires en construction. La ligne fonctionne tous les jours de 4 h 30 à 0 h 30 et est à conduite automatique intégrale (PAI). L'inter-station moyenne est de 826 m. - Date de dernière mise à jour : 12 mars 2023. |                                                  |                                                  |                                                  |                                                       |                                                  |                                                  |                                                  |                                                  |
| B                   | Dernière actualisation : — |                                                  |                                                  |                                                  |                                                       |                                                  |                                                  |                                                  |                                                  |
| C (en construction) | (en construction) | (en construction)                                | (en construction)                                | (en construction)                                | (en construction)                                     | (en construction)                                | (en construction)                                | (en construction)                                | (en construction)                                |
| C (en construction) | Colomiers Gare ⥋ Labège Gare |                                                  |                                                  |                                                  |                                                       |                                                  |                                                  |                                                  |                                                  |
| C (en construction) | Ouverture / Fermeture 2028 / — | Longueur 27 km                                   | Durée 40 min                                     | Nb. d’arrêts 21                                  | Matériel Metropolis                                   | Jours de fonctionnement L, Ma, Me, J, V, S, D    | Jour / Soir / Nuit / Fêtes O / O / N / O         | Voy. / an Inconnu                                | Garage-Atelier Daturas                           |
| C (en construction) | Desserte : - Villes et lieux desservis : Colomiers, Secteur 6 - Toulouse Ouest (Saint-Martin-du-Touch), Blagnac, Secteur 3 - Toulouse Nord (Stade Toulousain, La Vache), Secteur 4 - Toulouse Est (Bonnefoy, Gare de Toulouse-Matabiau, Marengo, Médiathèque José-Cabanis), Secteur 1 - Toulouse Centre (Ramblas des Allées Jean-Jaurès, Monument aux combattants de la Haute-Garonne, Cathédrale Saint-Etienne, Halle aux Grains de Toulouse, Côte Pavée, Cité de l'espace), Montaudran, Labège. - Stations et gares desservies : Voir la liste des stations |                                                  |                                                  |                                                  |                                                       |                                                  |                                                  |                                                  |                                                  |
| C (en construction) | Autre : - Stations non accessibles aux UFR : Aucune. - Particularités : Actuellement en construction. La ligne fonctionnera tous les jours de 4 h 30 à 0 h 30 et sera à conduite automatique intégrale (PAI). L'inter-station moyenne sera de 1 350 m. Il s'agira de la première ligne du métro de Toulouse à ne pas être équipée du VAL : le système retenu est le Metropolis d'Alstom, avec un gabarit de 2,70m contre 2,06m et 2,08m pour les lignes A et B. - Mise en service : Mise en service commercial prévue en 2028. - Date de dernière mise à jour : 1er août 2025. |                                                  |                                                  |                                                  |                                                       |                                                  |                                                  |                                                  |                                                  |
| C (en construction) | Dernière actualisation : — |                                                  |                                                  |                                                  |                                                       |                                                  |                                                  |                                                  |                                                  |

#### Ligne A

Les 18 stations de la ligne A

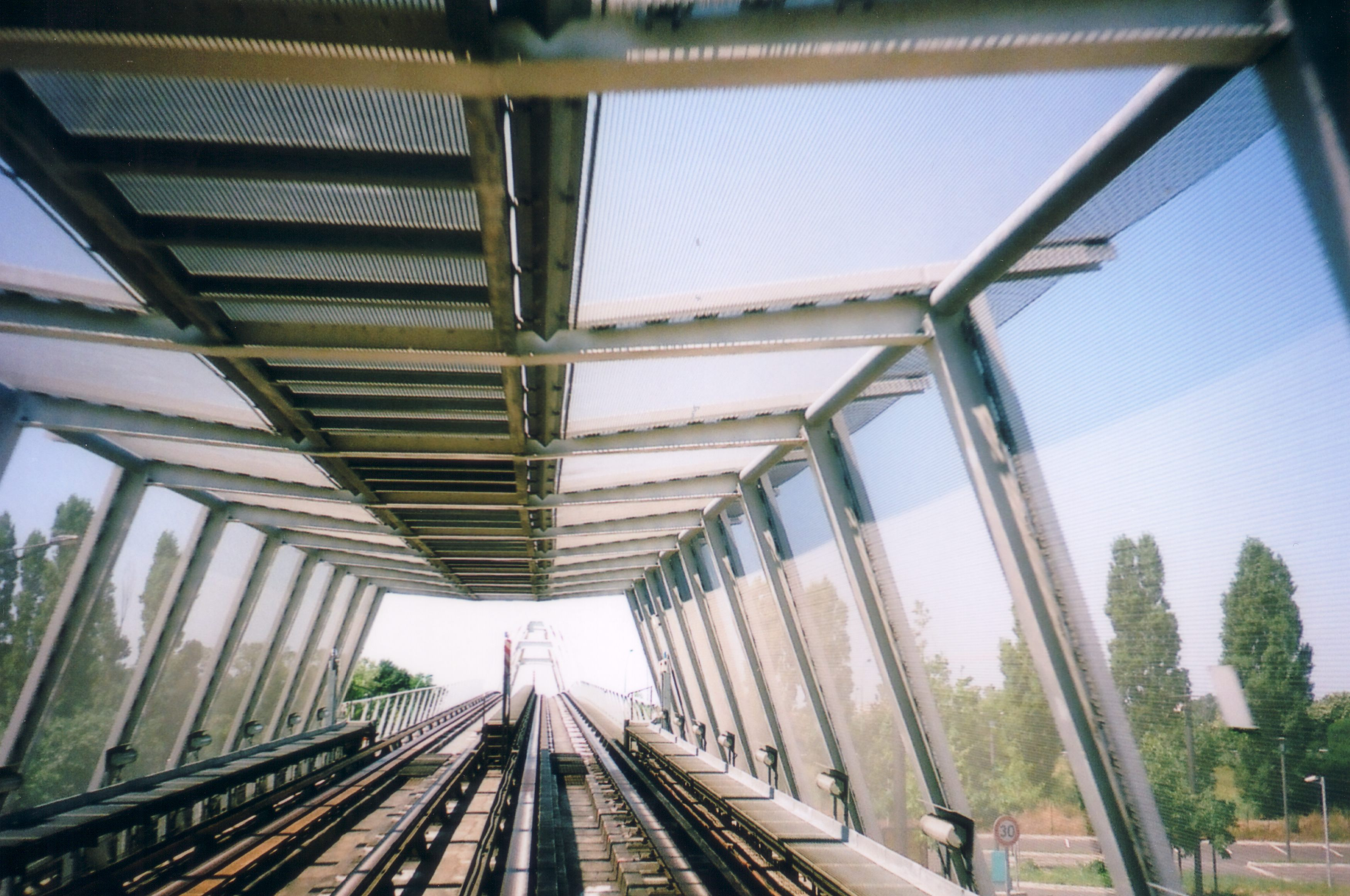
Entrée d'un des quatre viaducs de la ligne A, entre les stations Balma-Gramont et Argoulets.

Actuellement, la ligne A comporte 18 stations réparties sur un parcours de 12,5 km. Avant 2003, elle s’arrêtait à Jolimont. Maintenant, elle s’étend à partir du centre commercial de Balma - Gramont à travers Toulouse en passant par des points nodaux tels que la gare de Toulouse-Matabiau, le Capitole, l’Université du Mirail, deux zones d’activité, etc. Elle se termine par un garage-atelier après la station Basso Cambo. Ce dernier assure le stockage, l’entretien et les essais des rames pour l’ensemble du réseau. Le Poste de Commandement Centralisé (PCC) se trouve sur le même site que ce garage-atelier.
Une section à deux tunnels distincts s’étend de la station Jean-Jaurès jusqu’en avant de la station Saint-Cyprien République, après le franchissement de la Garonne. Elle passe sous le Cours Dillon.
La correspondance avec la ligne B s'effectue à la station Jean-Jaurès, et la correspondance avec la future ligne C s'effectuera à la station Marengo - SNCF, qui sera renommée Matabiau Gares pour mieux correspondre avec la gare de Toulouse Matabiau située à proximité immédiate de la station.
Le trafic de la ligne est en augmentation continuelle depuis sa mise en service. Il est passé de 110 000 voyageurs par jour en 1993 à 132 000 en 2000 pour atteindre 185 000 voyageurs par jour en 2007. La hausse s'est poursuivie pour atteindre 212 000 voyageurs par jour en 2015 puis 219 000 en 2016.
Des parcs relais se trouvent à proximité de cinq stations de la ligne, totalisant 3 965 places. Ces parkings sont gratuits pour les utilisateurs des transports en commun (sortie sur présentation du ticket) et sont ouverts de 4 h 45 à 0 h 15 (ou 3 h 45 les vendredis et samedis). Ils permettent aux habitants des banlieues ou de la couronne de profiter du métro, celui-ci n’ayant pas pu aller très loin en périphérie.
Le 29 août 2025, le parc relais situé à la station Jolimont sera fermé définitivement dans le cadre d'une opération de renouvellement urbain conjointement au lancement de la nouvelle ligne Linéo L12.

#### Ligne B

Les 20 stations de la ligne B

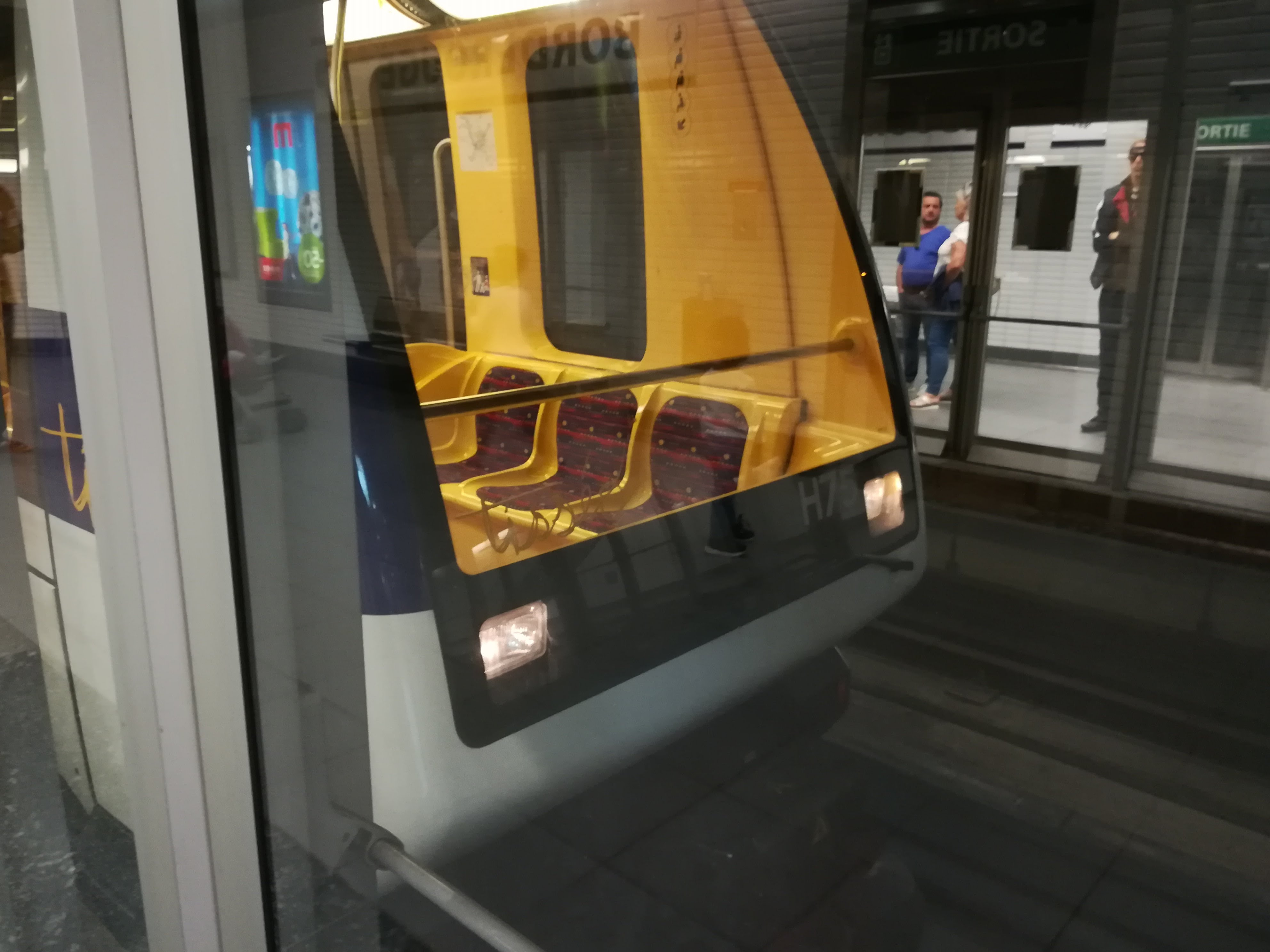
Une rame VAL 208 stationnée en station Borderouge sur la ligne B.

La ligne comporte dans un premier temps 20 stations réparties sur un parcours de 15 km. Sa mise en service a eu lieu le 30 juin 2007. De nouvelles gares de bus ont été créées aux stations Borderouge, Université-Paul-Sabatier et Ramonville. Le croisement de cette nouvelle ligne avec la ligne A se fait sur la station Jean-Jaurès. C’est l’unique point d’échange de voyageurs entre les deux lignes.
Le garage-atelier de cette ligne se trouve au terminus nord de la ligne, après la station Borderouge, en limite du périphérique. Elle ne possède pas de PCC, la circulation de ses rames est gérée depuis celui de la ligne A, installé au garage-atelier de Basso Cambo.
En ce qui concerne ses stations, tous les quais ont été construits à 52 mètres avant la mise en exploitation, mais seulement quatre ont été aménagés avec les douze portes nécessaires pour des rames de 52 mètres à quatre voitures.
La correspondance avec la ligne A s'effectue à la station Jean-Jaurès, et la correspondance avec la future ligne C s'effectuera à 3 endroits : la station La Vache, qui sera renommée La Vache Gare - Le Grand Marché à l'occasion de la correspondance avec la future halte ferroviaire créée dans le cadre des Aménagements Ferroviaires du Nord de Toulouse, mais aussi à la station   François-Verdier, et enfin à la station Labège Madron, sur le futur prolongement de la ligne B.
Le coût total prévu initialement pour la ligne B s’élevait à 968 millions d’euros (hors taxes), hors prix des rames, ce qui revient à un coût d’environ 65 millions d'euros par kilomètre. Le coût total de la ligne B est d'un peu plus d'un milliard d'euros.
L’ouverture de la ligne coïncide avec la fin d’un nombre important de travaux d’embellissement de la ville, en particulier aux abords des stations nouvellement créées, mais aussi en certains points du centre, comme pour la ligne A. Le réseau de bus a également été restructuré afin de déplacer les terminus sur les nouvelles stations et ainsi libérer le centre-ville pour le rendre plus piétonnier. Par exemple, les voies de bus de la rue d'Alsace-Lorraine (hypercentre) ont été supprimées au profit d’un élargissement conséquent des trottoirs. Les lignes de bus traversant le centre ont donc un trajet passant par les boulevards.
La ligne B compte, elle aussi, plusieurs parcs relais répartis sur trois stations, totalisant 2 634 places.
| Le graphique qui aurait dû être présenté ici ne peut pas être affiché car il utilise l'ancienne extension Graph, désactivée pour des questions de sécurité. Des indications pour créer un nouveau graphique avec la nouvelle extension Chart sont disponibles ici . |
| Source: SMTC-Tisséo. |

#### Stations

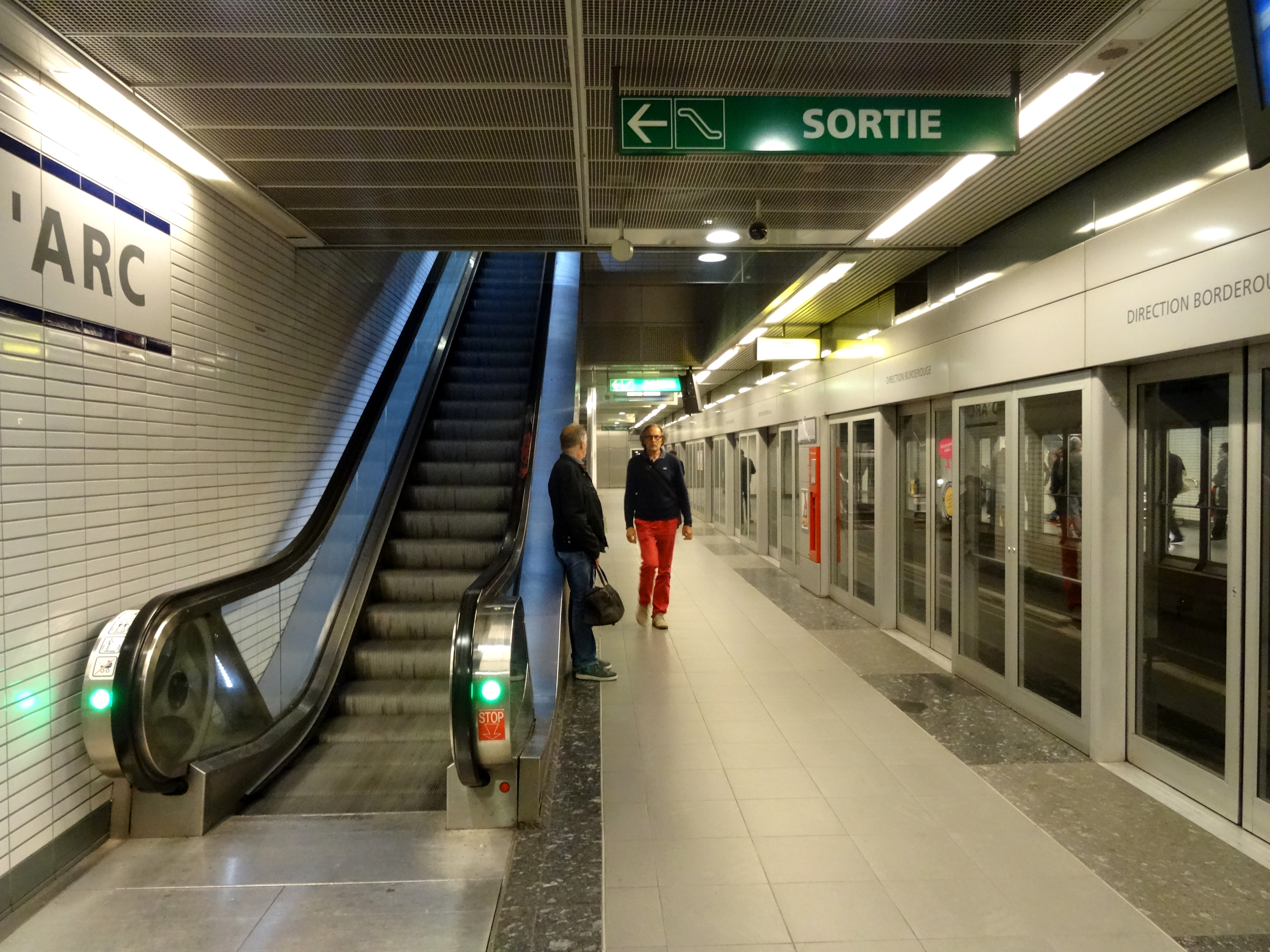
Un quai latéral, typique du métro de Toulouse, à la station Jeanne d'Arc.

Le métro compte trente-sept stations: trente-cinq situées en souterrain et deux, aériennes. Seule la station Jean-Jaurès permet la correspondances entre les deux lignes.
Les stations souterraines comportent deux niveaux. Le niveau le plus haut comporte les guichets automatiques permettant l'achat des titres de transports, les panneaux d'informations, les horaires des prochains passages des lignes de bus desservant la station, ainsi que les différentes sorties et les tourniquets permettant l'accès aux quais. Au second niveau, plus bas, se situent les quais, équipés de portes palières, le métro étant totalement automatisé. Ces portes séparent les voyageurs des voies de circulation des rames, auxquelles ils ne peuvent donc pas accéder. La plupart des stations comptent au moins deux accès, à partir d'escaliers, voire d'ascenseurs ou d'escalators. Cependant, dans le cas où l'entrée de la station se situe au niveau d'un bâtiment où la salle des billets est située au niveau du sol (comme Argoulets ou Empalot), il n'existe qu'une seule entrée.

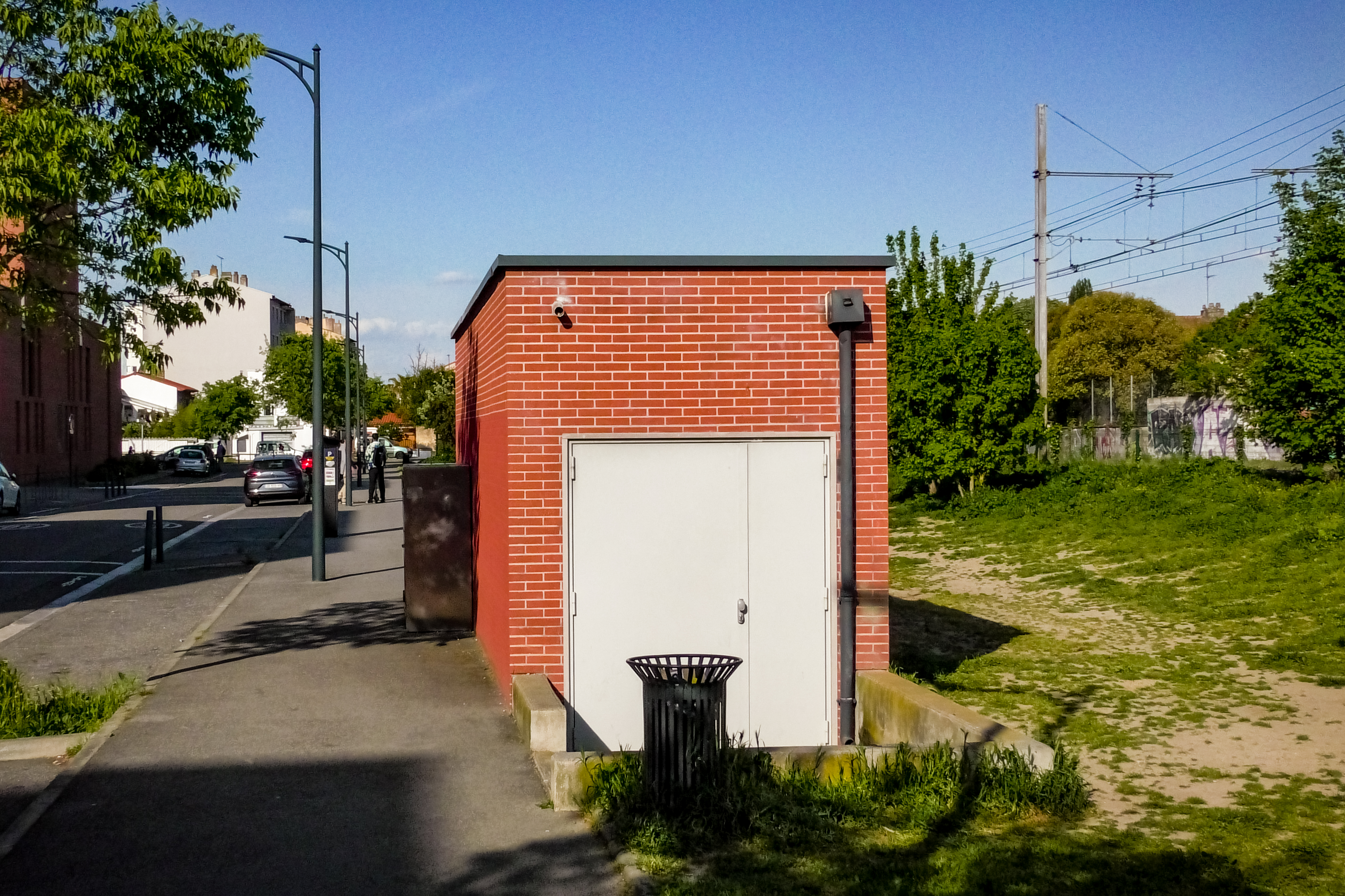
L'unique accès à la station Niel, condamné.

Toutes les stations sont équipées de quais d'au moins 26 mètres, soit la longueur des rames de VAL utilisées sur le réseau toulousain. Cependant, la plupart des stations comptent des quais de longueur supérieure, donc partiellement utilisés. La plupart des stations comportent des quais latéraux, toujours face-à-face. Cependant, certaines stations plus fréquentées, comme Esquirol ou Capitole comportent des quais centraux. Dans la station Jean Jaurès, sur la ligne B uniquement, il existe trois quais : un central ainsi que deux latéraux. Les quais latéraux sont utilisés pour la descente des voyageurs et le quai central pour la montée des usagers. Les portes vers les quais latéraux s'ouvrent avant celle vers le quai central, afin de limiter le temps d'arrêt à la station. Celle-ci est cependant la seule à avoir ce schéma, appelée solution espagnole.
Le réseau comprend une station fantôme, jamais ouverte au public. Il s'agit de la station Niel, située sur la ligne B, entre les stations Empalot et Saint-Agne - SNCF. Elle est visible depuis les rames de métro, et assure aujourd'hui la ventilation, l'accès aux pompiers et d'éventuelle sortie de secours pour les passagers.

#### Noms des stations

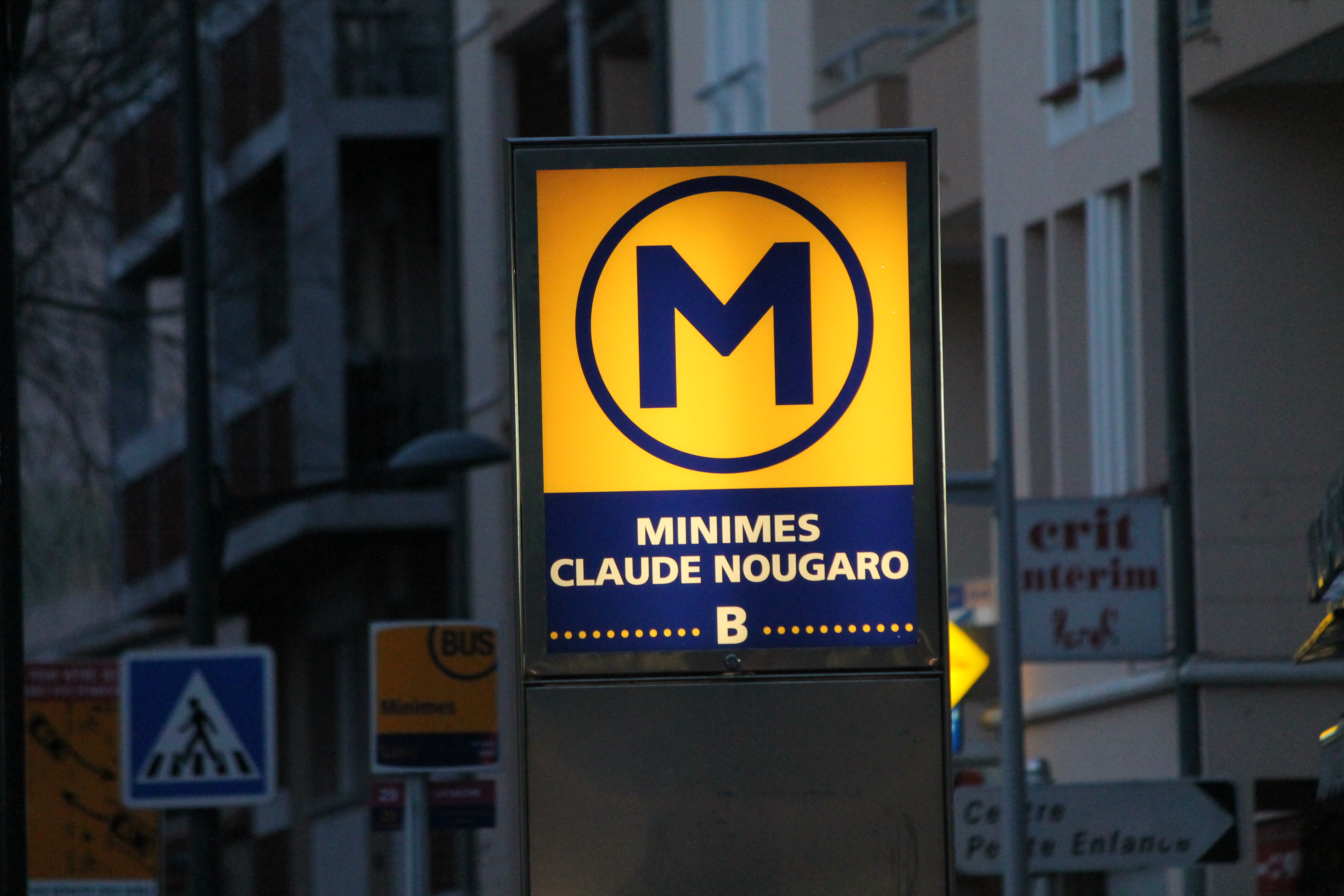
Édicule de la station Minimes - Claude Nougaro, sur la ligne B.

Les noms des stations sont principalement issus des quartiers ou des villes (dans le cas où la station n'est pas située à Toulouse) où elles sont situées. Mais elles peuvent aussi être complétées par des noms de personnalités, comme la station Minimes - Claude Nougaro, appelée ainsi car Claude Nougaro a grandi aux Minimes, ou encore la station Saint-Michel - Marcel Langer, car Marcel Langer est mort dans le quartier Saint-Michel durant la Seconde Guerre mondiale. Les noms des stations peuvent aussi être issues de bâtiments ou d'ouvrages remarquables ou importants pour la ville situés à proximité, comme Canal du Midi située au bord du Canal, ou encore Université Paul Sabatier située juste à côté de la faculté homonyme. Le sigle SNCF est également ajouté lorsque la station est en connexion avec une gare, pour les deux stations où c'est le cas, Marengo - SNCF et Saint-Agne - SNCF. La station Arènes, contrairement aux deux autres, fait cependant exception en ne comprenant pas le sigle SNCF malgré sa connexion avec la gare de Saint-Cyprien - Arènes.

#### L’art et le métro

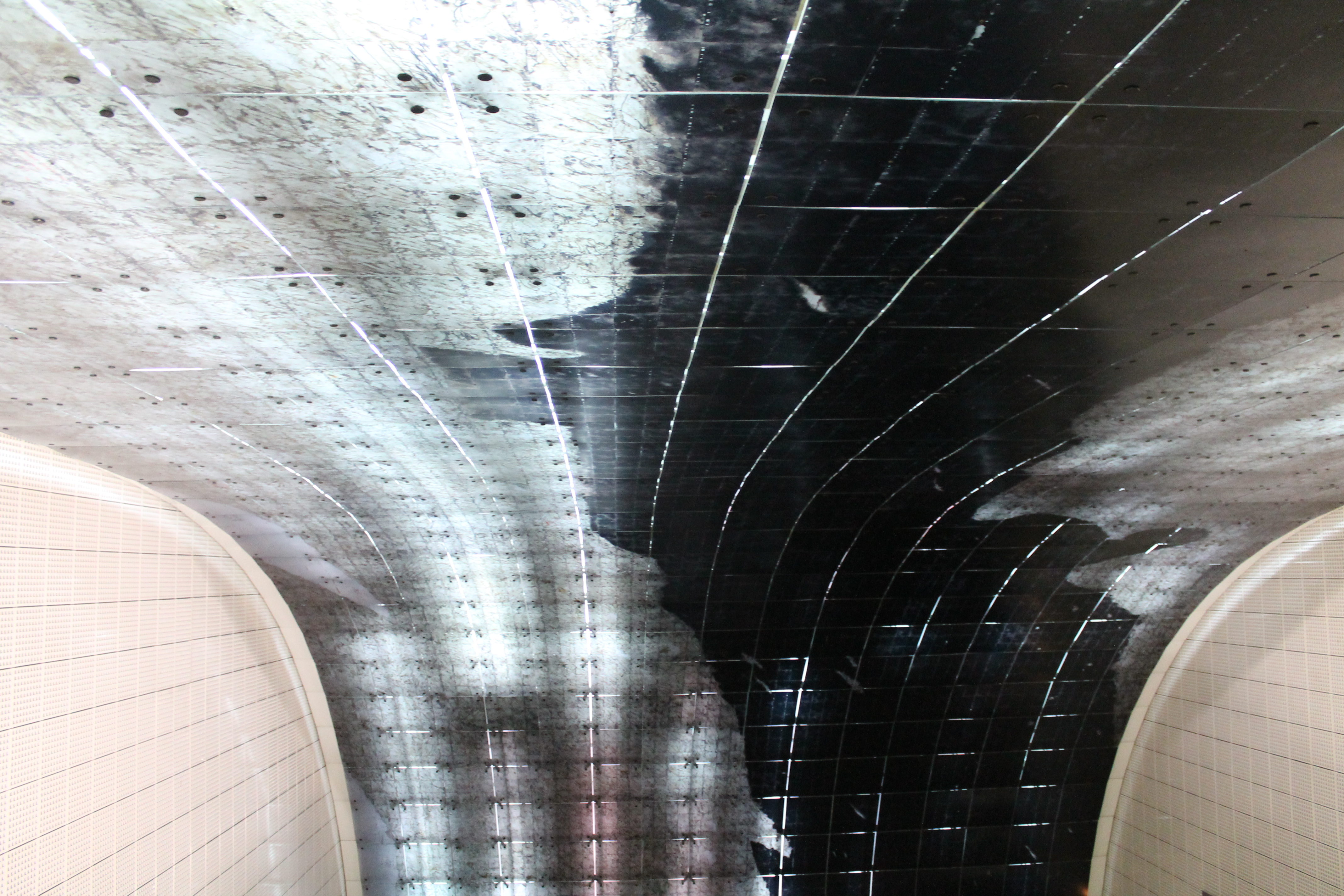
Chaque station est dotée d'une œuvre d'art propre : ici, la voûte du plafond de la station des Carmes, la plus profonde du réseau.

Lorsque le choix fut fait de construire une première ligne de métro, il fut décidé que chaque station serait ornée d’une œuvre d’art permanente
, en plus de confier la conception de chaque station à un architecte ou à un groupement d’architectes différent. Les stations de la ligne A offrent donc toutes un visage différent, bien que répondant à une même charte générale : murs couverts de céramique blanche, faux plafonds gris, bouches recouvertes de granit rose.
Le même principe est appliqué à la construction de la ligne B. Après la mise en service de la ligne B, le métro toulousain comporte trente-neuf œuvres d’art dans les trente-huit stations du réseau.
Sur ces œuvres, aucune ne ressemble à une autre. C'est ainsi que l'on trouve une pyramide de chiffres et de lettres à proximité du campus de Rangueil, des tapisseries du groupe slovène Irwin prônant non sans humour « Liberté, Égalité, Fraternité » à la station Palais-de-Justice, les messages électroniques personnels de Sophie Calle à Jeanne d'Arc et le rideau rose de Corine Sentou à La Vache. La plus grande œuvre, située à la station Barrière-de-Paris, mesure 25 mètres de haut. Elle est cependant située à l'extérieur de la station, à proximité de son entrée.
Afin de confirmer son désir de promouvoir l'art par le biais du métro, Tisséo s'associe pour le premier anniversaire de la ligne B à l'agence de design global toulousaine KLD-Design ainsi qu'à l'artiste local Chat Maigre pour habiller huit cabines d'ascenseurs de la ligne : Université-Paul-Sabatier, Saint-Agne - SNCF, Palais-de-Justice, Carmes, Jean-Jaurès, Jeanne-d'Arc, Trois-Cocus et Borderouge.

### Exploitation
L'exploitation du réseau est assurée par Tisséo-Voyageurs, régie qui gère et commercialise l'ensemble du réseau. Les rames et les infrastructures sont la propriété de Tisséo-Collectivités, et la réalisation de certains projets est à la charge de Tisséo-Ingénierie, comme le doublement de la capacité de la ligne A. Cette dernière gère également les opérations de maintenance sur les lignes de métro, mais aussi de l'ensemble du réseau Tisséo.

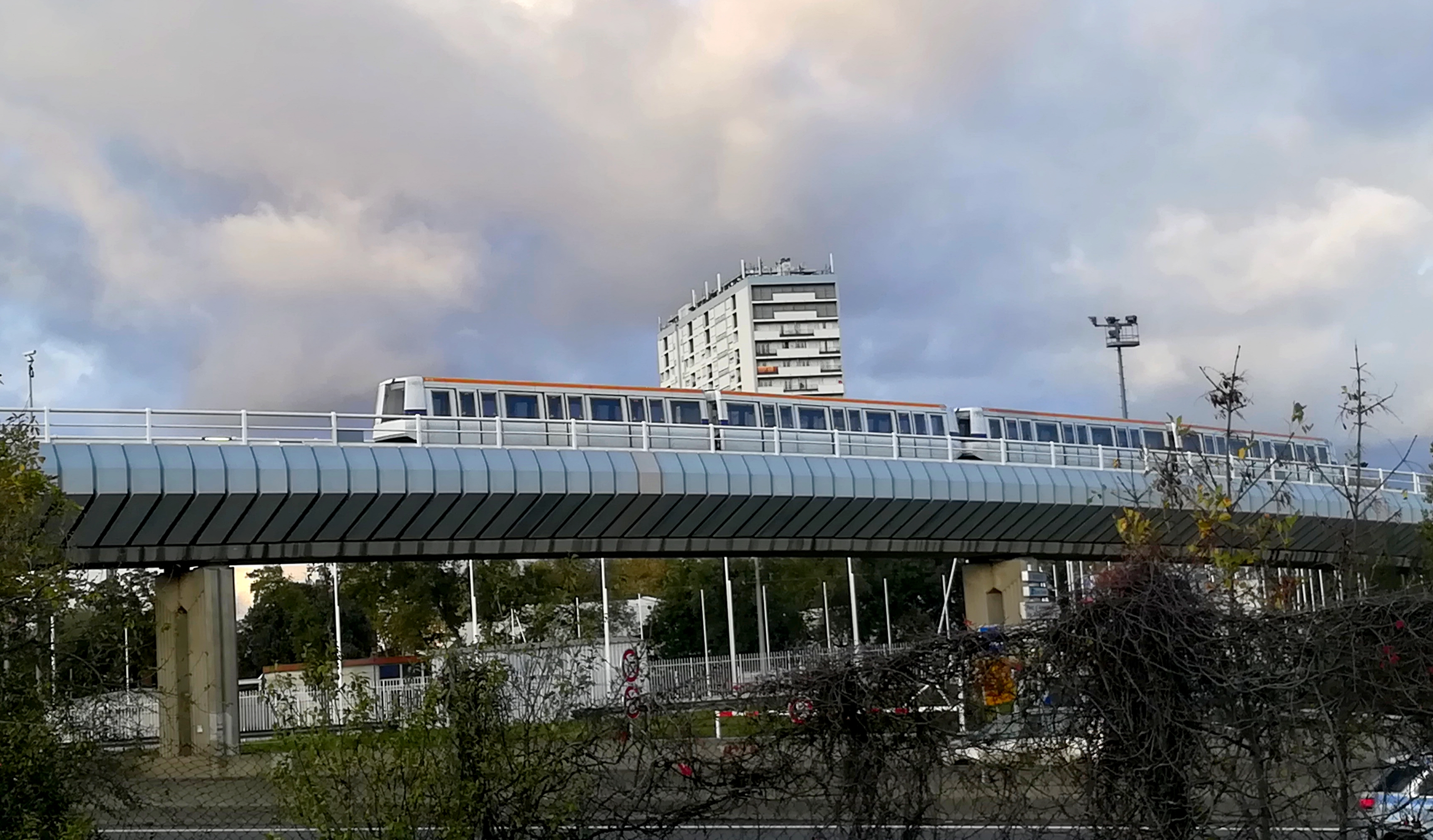
Une rame de 52 m (2 VAL 206 couplés) de la ligne A

#### Fréquences et horaires
Les rames circulent à une fréquence variant d’une toutes les 1 min 20 s au plus fort de l’heure de pointe à une toutes les 9 minutes en début de service, et 7 minutes en soirée. Une vitesse commerciale de 36 km/h permet de parcourir les deux lignes en 25 minutes environ.
Les premiers départs s'effectuent tous les jours à partir de 5 h 15 aux quatre terminus Basso Cambo, Balma – Gramont, Borderouge et Ramonville. Les derniers départs ont lieu à 0 h 00 les soirs du dimanche au mercredi ; pour les soirs du jeudi (en période scolaire et hors jours fériés), vendredi et samedi, les derniers départs se font à 3 h 00 du matin le lendemain, aux quatre terminus.
De la mise en service de la ligne A en 1993 à 2014, le service était seulement prolongé jusqu’à 1 h 00 du matin les vendredis et samedis soir. Cependant, lors de la campagne pour les élections municipales de 2014, les deux candidats favoris ont annoncé leur volonté de prolonger le service jusqu’à 3 h 00 du matin le weekend, voire le jeudi soir (traditionnellement le jour des soirées étudiantes) pour Pierre Cohen. La mesure est appliquée les weeks-ends depuis le 7 novembre 2014, bien qu’un conflit social ait éclaté entre le personnel concerné et la direction, des craintes portant notamment sur la sécurité des agents et des installations face à des usagers potentiellement nombreux en état d’ébriété.
En 2018, pour la première fois depuis l'ouverture du réseau de métro de Toulouse, il est décidé de ne pas arrêter le réseau durant la nuit du nouvel an. C'est la première fois que le métro circulera plus de 24 heures, sans aucune interruption. À l'issue de cette nuit, Tisséo annonce que cela fut une réussite, sans réel problème sur le réseau, et que l'opération pourra désormais être renouvelée lors de chaque réveillon.
Le 2 septembre 2021, Tisséo ouvre la prolongation du service métro le jeudi jusqu’à 3 h 00 du matin, en période scolaire et hors jours fériés. L’offre est adressée en particulier aux étudiants et aux activités estudiantines nocturnes courantes ces soirs-là, les étudiants représentant un quart de la population de Toulouse. Par ailleurs, l’amplitude horaire des lignes du tramway, du réseau Linéo et des lignes de bus offrant un service en soirée (18, 39, 44, 78, 79) a été prolongée pour concorder aux nouveaux horaires, à l’instar des vendredis et samedis soir. Cette mesure, initialement prévue pour l’automne 2020, avait été repoussée en raison de la pandémie de Covid-19.

#### Information des voyageurs
Les stations du métro, tout comme certains arrêts de bus à fort trafic, sont équipées de systèmes d’information (du même type que le SIEL francilien) donnant en continu le temps d’attente avant le prochain passage et des informations sur l’état du réseau. En cas d'arrêt du métro ou en cas de problème technique, un employé du PCC (poste central de contrôle) du métro peut effectuer des annonces afin d'informer les usagers sur la nature du problème et la durée d'arrêt du réseau.
Une annonce sonore du nom de la station abordée a lieu avant l’arrêt de la rame au quai, mais également juste après le départ de la station précédente. Il est à noter que le nom des stations est annoncé en français et depuis septembre 2009 également en occitan. Au printemps 2011, ces annonces ont été renouvelées afin de privilégier l'accent toulousain et une prononciation occitane plus proche du parler local. À l’intérieur des rames, le nom de la station suivante, le sens d'ouverture des portes, et les correspondances métro, tram et train possibles défilent sur un panneau à diodes.
Dans certaines stations desservies par de nombreuses lignes de bus du réseau Tisséo (et non du réseau liO), des panneaux d'informations numériques, contenant des informations mises à jour en temps réel, informent les usagers des prochains passages de bus de diverses lignes, mais aussi de l'état du réseau et d'éventuelles perturbations. À la station Marengo-SNCF, station en connexion avec la gare de Toulouse-Matabiau, les annonces destinées au réseau SNCF de la gare sont aussi diffusées aux abords de la station, au niveau de la salle des billets et de ses divers accès.

#### Personnel d'exploitation
Il n'y a pas de conducteur de rames sur le métro toulousain, le réseau étant totalement automatique. Cependant, divers personnels sont chargés de différentes tâches sur la gestion du réseau. Il y a tout d'abord des opérateurs du métro, qui gèrent le réseau depuis leur poste de contrôle, situé après le terminus de Basso Cambo, et ce pour les deux lignes. Il y a également les métiers liés à la maintenance du matériel roulant d'une part, avec les électrotechniciens, les électriciens, les mécaniciens, les carrossiers, etc. D'autre part, il existe aussi le personnel qui gère la maintenance des installations et des diverses infrastructures. Il existe également des agents de contrôle. Tout ce personnel est engagé par Tisséo. Des agents de sécurité sont postés à certaines stations afin d'assurer la sécurité au sein de celles-ci, étant souvent sans personnels, et pouvant donc subir diverses dégradations, ou des agressions d'usagers, etc.

#### Personnes à mobilité réduite
Le réseau est accessible aux personnes à mobilité réduite : toutes les stations comptent des ascenseurs, permettant aux personnes à mobilité réduite de pouvoir emprunter le métro. Le plancher des rames est également situé à même hauteur que les quais, ce qui permet aux personnes en fauteuil roulant d'accéder aux rames sans difficultés. Cependant, les ascenseurs peuvent tomber en panne, ce qui limite les possibilités d'accès aux personnes à mobilité réduite.

#### Visuels de reconnaissances

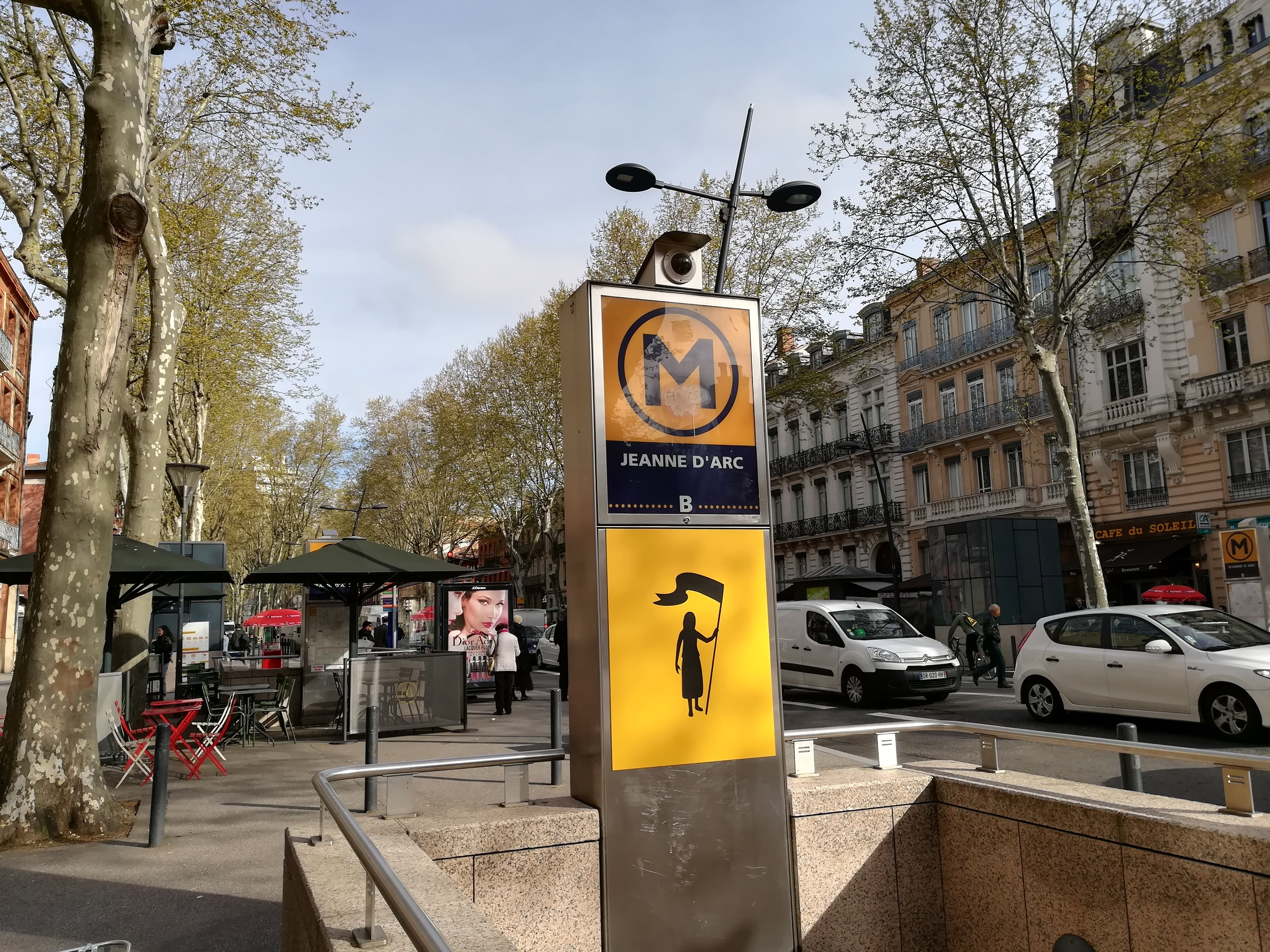
En station Jeanne-d'Arc, un visuel représentant cette dernière est utilisé.

D'octobre à novembre 2017, le réseau du métro se dote progressivement de visuels associés aux noms des stations, réalisés par Jessica Paradis et Lara Clerc. Ils sont essentiellement destinés aux personnes déficientes visuelles, porteuses d'un handicap mental, psychique ou cognitif, afin qu'elles ne soient pas obligées de lire les noms. Elles peuvent ainsi associer une image à chaque station et les retenir, pour plus d'autonomie. Ces images pourraient aussi servir aux enfants, aux illettrés et aux non-francophones,. Ainsi, la station Patte-d’Oie se voit associer une oie, Jean-Jaurès la silhouette de Jean Jaurès, Canal-du-Midi une péniche...

#### Réseau mobile
Depuis le 10 novembre 2017, le métro toulousain est le premier métro de France à être entièrement équipé du réseau mobile et Internet (2G, 3G, 4G) sur l'ensemble des deux lignes de métro.

#### Réseau relais

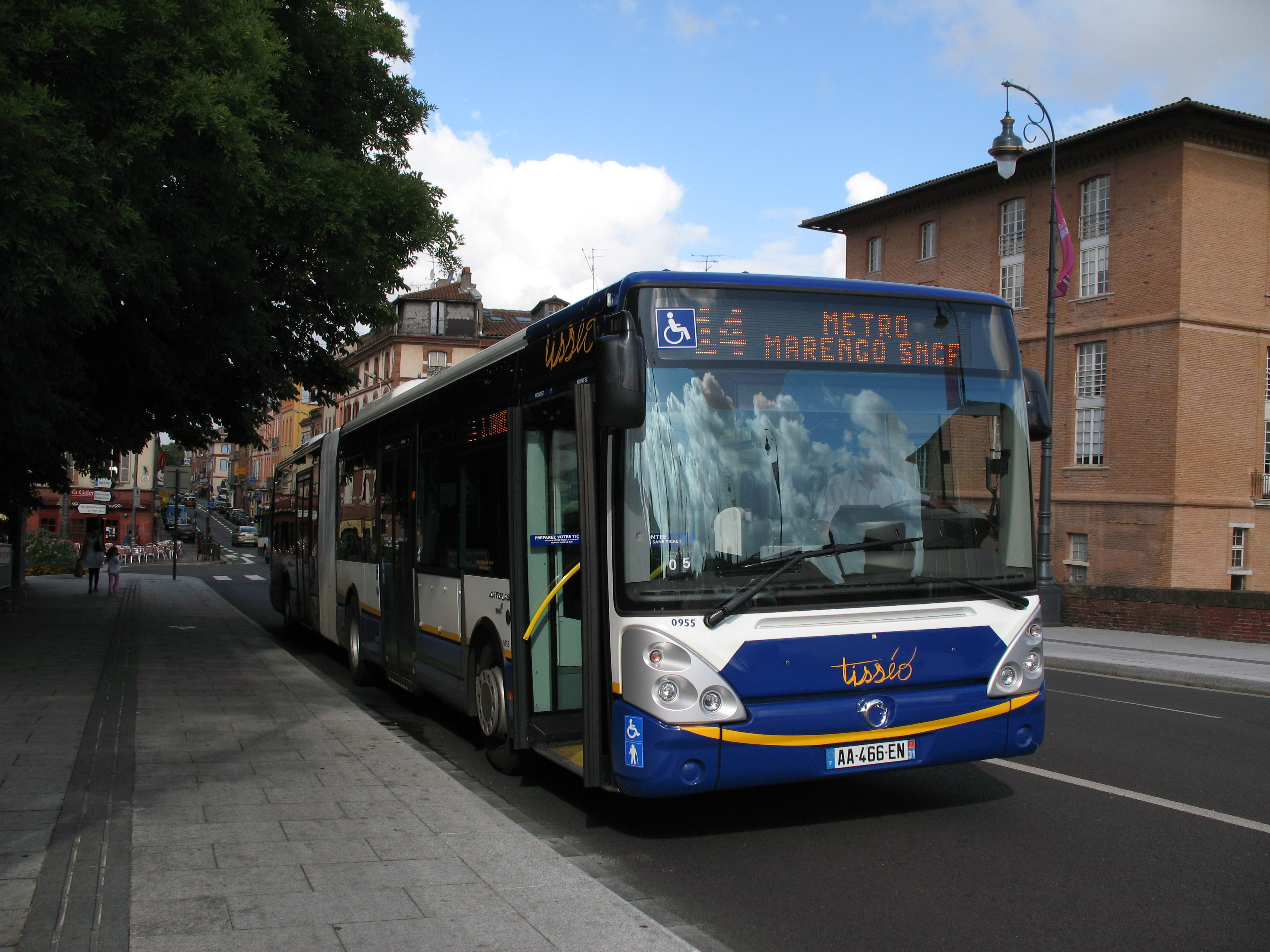
Un bus de la ligne 14, ligne utilisée pour remplacer la ligne A en cas d'arrêt prolongé de la ligne.

En cas d’interruption de service prolongée en journée, il n’existe pas de ligne de bus spécifiquement destinée à suppléer au métro. En revanche, les lignes du réseau de surface dont l’itinéraire est proche de celui des lignes de métro sont utilisées comme réseau relais : des départs supplémentaires ont lieu, et certaines sont prolongées (en particulier la ligne 14 pour remplacer la ligne A et la ligne 29 pour remplacer la ligne B). En soirée en revanche, seule la partie de la ligne B située au sud de Jean-Jaurès peut être relayée efficacement par le réseau de bus de soirée ; deux lignes spéciales peuvent alors être mises en place entre Basso-Cambo et Balma-Gramont d’une part, et entre Jean-Jaurès et Borderouge d’autre part. Toutefois, le réseau de bus de soirée est totalement interrompu à une heure du matin les vendredis et samedis soir ; il n’existe donc aucune solution de secours en cas d’interruption en fin de service le weekend

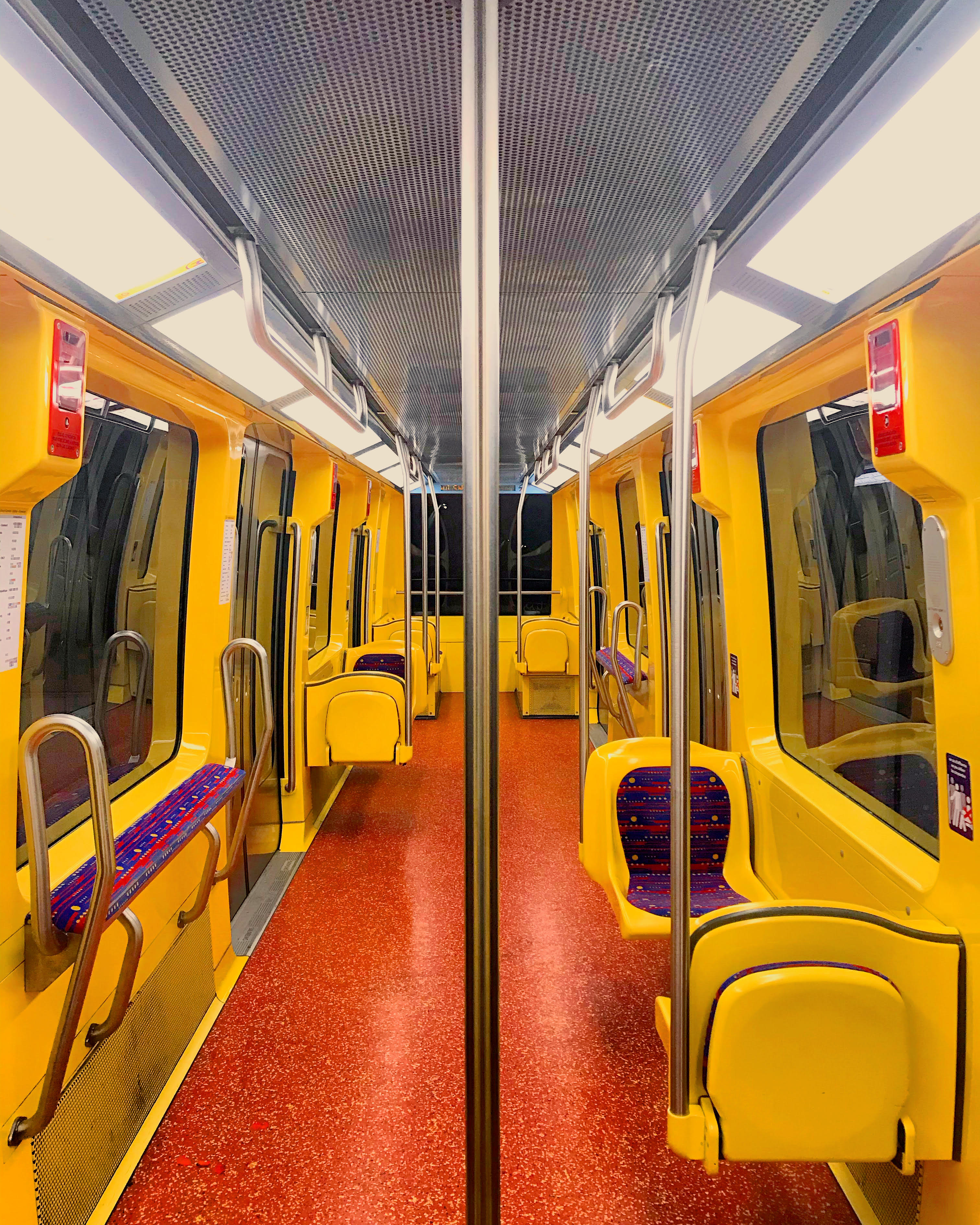
Intérieur d'une rame de métro Siemens VAL 208 NG à Toulouse

| Le graphique qui aurait dû être présenté ici ne peut pas être affiché car il utilise l'ancienne extension Graph, désactivée pour des questions de sécurité. Des indications pour créer un nouveau graphique avec la nouvelle extension Chart sont disponibles ici . |
| Source: SMTC-Tisséo. |

### Matériel roulant

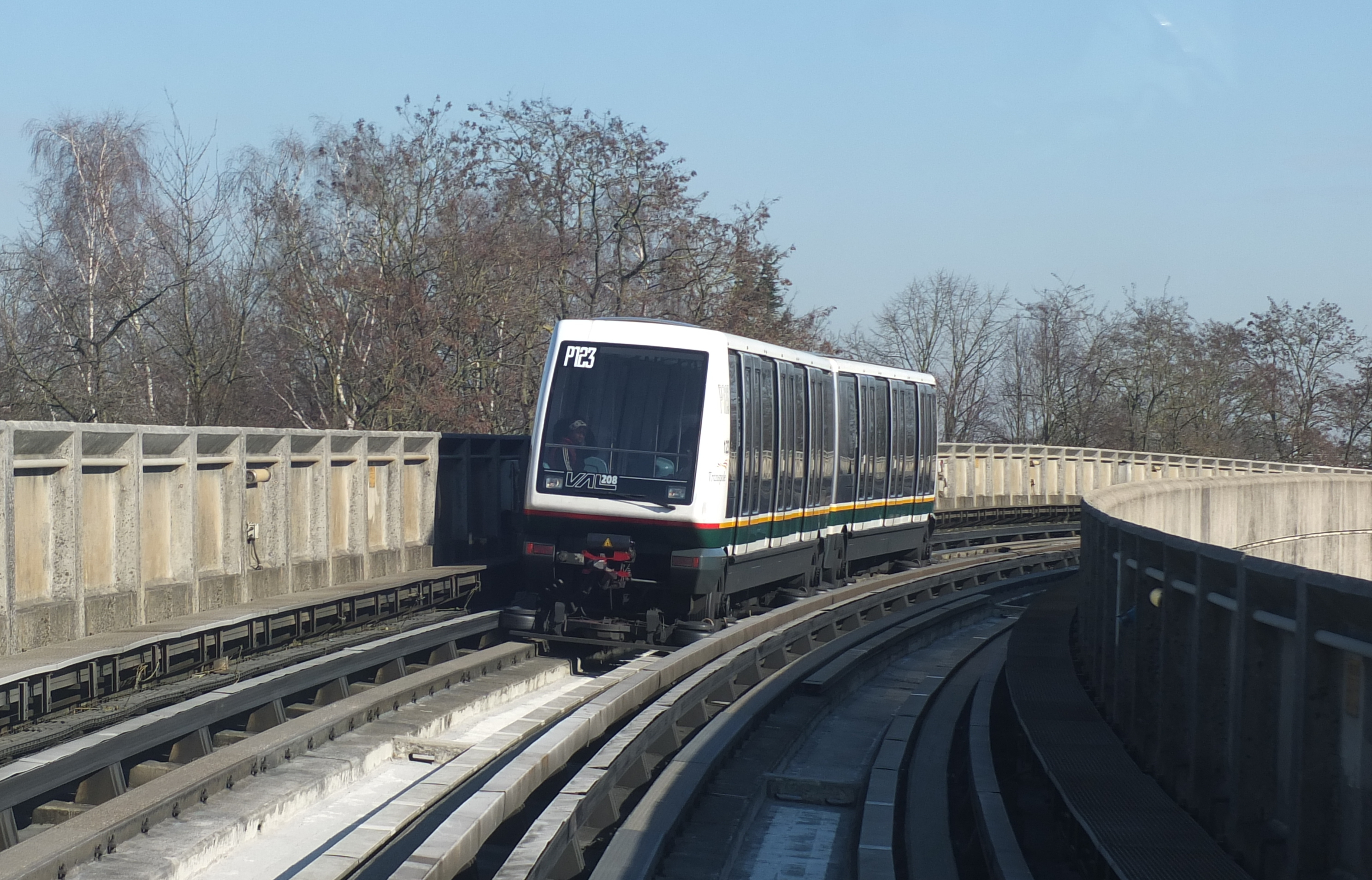
Une rame de VAL 208, ici sur la ligne 1 du métro de Lille, premier réseau de VAL du monde.

Les lignes A et B utilisent un métro guidé automatique (sans conducteur) de petit gabarit (environ deux mètres de large) : le VAL, fabriqué par Siemens Mobility France (anciennement Matra Transport puis Siemens Transportation Systems). Actuellement, quatre types de matériel roulant sont en circulation, le VAL 206, le VAL 208, le VAL 208 NG (Nouvelle Génération), et le VAL 208 NG2 (version améliorée du VAL 208 NG), ces trois derniers étant d’une génération plus récente. Actuellement, le parc s’étend à 99 rames : sur la ligne A, on trouve les 28 rames de VAL 206 complétées par une trentaine de VAL 208 (AG, NG et NG2) ; sur la ligne B, on trouve habituellement 45 rames de VAL 208 (NG et depuis peu NG2), le VAL 206 ne pouvant pas rouler sur cette dernière ligne.
À l'instar du métro de Lille, chaque rame est désignée par un numéro et au sein de chaque rame, chaque voiture a sa propre identification : les voitures sont nommés H (pour « Hacheur », voiture où se situe le poste électrique) et P (pour « Pilote » ou « Pupitre », voiture où se situe l'électronique et l'automatisme).
Sur la ligne A les rames sont orientées de façon que la voiture P soit orientée du côté du garage-atelier mais sur la ligne B c'est l'inverse, la voiture H est en tête en raison de la configuration du raccordement entre les deux lignes et de l'impossibilité de mélanger les configurations.
Chaque rame est composée de deux voitures qui pourront être couplées par paires. Depuis 2020, les trains sont deux fois plus longs sur la ligne A, passant de 26 à 52 mètres par le couplage de deux rames (soit 4 voitures), afin de répondre aux besoins des utilisateurs. Les bordures de quai sont isolées des voies par des portes palières synchronisées sur les portes des rames. Pour garantir l'accessibilité grâce au bon alignement du quai et du plancher des rames, chaque quai doit être rigoureusement droit. Chaque rame peut accueillir de 208 à 238 personnes.
Les rames circulent sur pneus, disposent d’une traction électrique et sont alimentées par un rail en courant continu de 750 V. Le guidage s’effectue par des rails latéraux comme sur les métros sur pneumatiques (ils servent à la fois au guidage et à l’alimentation). Elles peuvent gravir des pentes allant jusqu’à 7 %, atteindre une vitesse maximale de 80 km h−1, et circuler sur la ligne avec une fréquence maximale d’une rame toutes les cinquante secondes. À Toulouse, elles circulent avec une vitesse commerciale de 34 km h−1. Un poste central de contrôle, situé au garage-atelier de Basso Cambo, régule et assure la sécurité du réseau, en intervenant à distance sur les rames en cas d’incident ou de panne.
| Modèle      | Mise en service | Nombre de rames | Numéros | Composition           | Lignes | Illustration |
| ----------- | --------------- | --------------- | ------- | --------------------- | ------ | ------------ |
| VAL 206     | 1993            | 28              | 01-29   | P01-H01 à P29-H29     |        |              |
| VAL 208     | 2002            | 14              | 30-43   | P30-H30 à P43-H43     |        |              |
| VAL 208 NG  | 2007            | 56              | 44-99   | P44-H44 à P99-H99     |        |              |
| VAL 208 NG2 | 2011 - 2012     | 18              | 100-117 | P100-H100 à P117-H117 |        |              |
| VAL 208 NG3 | 2025            | 15              | 118-132 | P118-H118 à P132-H132 |        |              |

#### Nouveau matériel roulant
En 2025, 15 nouvelles rames VAL 208 NG3 seront livrées et mises en service sur les lignes A et B. Elles introduiront un nouvel aménagement intérieur visant à augmenter la capacité des voitures et à améliorer l'accessibilité pour les personnes à mobilité réduite et les personnes en situation de handicap.
Parallèlement à ce déploiement, une rénovation à mi-vie des 14 rames VAL 208 AG mises en service en 2002 est prévue afin de prolonger leur durée de vie de 30 à 45 ans. Cette rénovation, qui s'étendra entre 2026 et fin 2028, entraînera le renouvellement du design intérieur des rames pour se conformer à celui des VAL 208 NG3.

#### Ateliers et dépôts
Les ateliers du réseau de métro sont situés après le terminus sud de la ligne A, Basso Cambo et après le terminus nord de la ligne B, Borderouge. Ils assurent la maintenance et le bon fonctionnement de toutes les rames de l'ensemble des deux lignes. Les ateliers à Basso Cambo comptent aussi le PCC des deux lignes de métro, soit le Poste Central de Contrôle, poste de gestion des deux lignes. Il y a également un dépôt par ligne : celui de la ligne A est situé après le terminus sud de la ligne, Basso Cambo, au même endroit que les ateliers du métro, alors que celui de la ligne B est situé après le terminus nord de Borderouge. Il existe aussi un garage en arrière-gare de Ramonville, comportant 9 emplacements permettant de stocker une rame chacun et un garage en arrière-gare de Balma-Gramont. Une voie de stockage avec 2 places de parking à Jean-Jaurès permet d'assurer le début de service en cas de panne sur la partie Basso-Cambo Arènes. Les garages permettent de garer les rames la nuit, ou bien pendant l’exploitation afin d’en réguler le nombre de rames en ligne (le système permettant de retirer ou insérer des rames selon le besoin et à tout moment, puisqu’aucun conducteur n’est nécessaire). Les rames peuvent aussi être stationnées portes fermées dans les stations hors des périodes d’exploitation.

#### Signalisation du métro
Malgré l'automatisation du métro toulousain, il existe tout de même une signalisation sur le réseau visant à empêcher toute collision entre deux rames. Les voies sont équipées de systèmes de diffusion de signaux lumineux qui sont reçus par la rame et définissent sa vitesse et son sens de circulation et sont utiles notamment lors d'une conduite en mode manuelle. Au niveau des aiguilles, placées soit entre deux stations, soit aux terminus, le feu rouge indique l'immobilisation de la rame en amont de l'aiguillage et le feu vert autorise le passage. Des feux de signalisation sont placés en amont comme en aval de chaque station et sont liés à l'état des portes palières : le feu orange autorise la rame à entrer en station ou à en sortir car les portes sont fermées tandis que le feu rouge impose l'arrêt de la rame soit en station avec les portes ouvertes, soit en amont de la station car la rame précédente s'y trouve.
Enfin, un feu de manœuvre bleu — il est violet sur le métro lillois utilisant la même technologie —, infranchissable, indique un point où la rame doit rebrousser.

### Tarification et financement

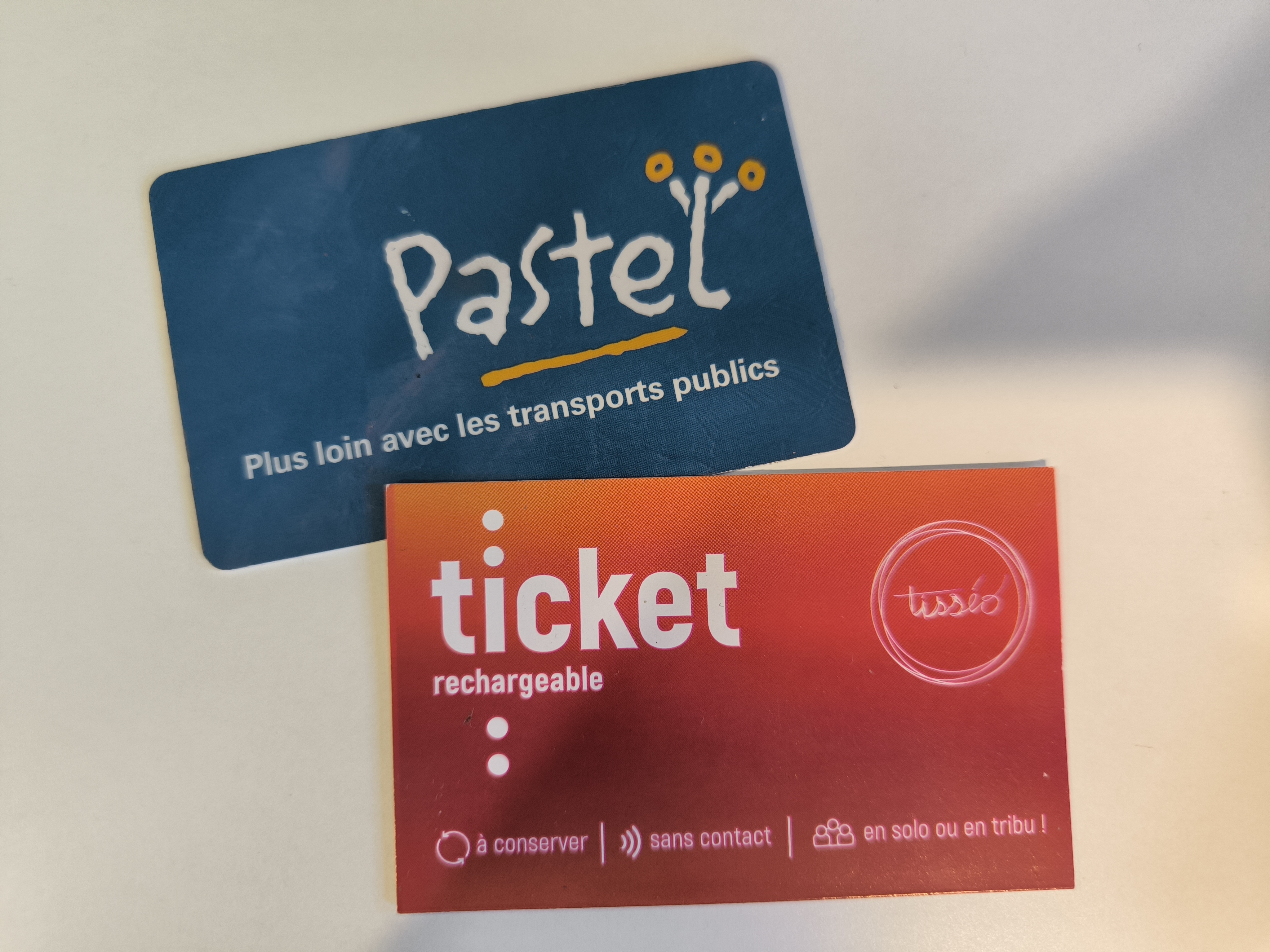
Carte Pastel et ticket de métro rechargeable.

La tarification du métro est identique à celle du réseau Tisséo, soit celle de toutes les lignes de bus, de tramway ou encore de TAD de l'agglomération toulousaine. Les billets vendus sont des tickets 1 déplacement à 1,80 €, ainsi que des tickets 10 déplacements, des tickets tribus (pour 2 à 12 personnes, contenant 12 déplacements utilisables une seule journée), ainsi que des tickets 3 jours. Par contre, aucune unité tarifaire n'existe dans l'agglomération : les titres Tisséo sont utilisables sur ce seul réseau ; pour emprunter les autres réseaux (Réseau liO et TER Occitanie), l'usager doit s’acquitter d'un autre titre de transport, excepté sur la portion entre les Arènes et la gare de Colomiers, effectuée par des TER Occitanie, où les titres Tisséo sont pour l'instant tolérés.
Depuis le 26 mars 2025, les tickets classiques sont remplacés par les nouveaux tickets rechargeables. Lors de l'achat d'un ticket, il faut maintenant compter 0,20 € supplémentaires de "frais de support", qui ne sont pas facturés lors du rechargement du dit ticket.

Il existe aussi une carte sans contact, la carte Pastel. Elle est utilisable sur le réseau Tisséo, mais aussi sur le Réseau liO, TER Occitanie et d'autres réseaux de départements voisins. Elle permet sur le réseau Tisséo l'achat d'abonnements annuels, mensuels, mais aussi hebdomadaire, tri journaliers et journaliers. La carte Pastel permet aussi à certains usagers (moins de 26 ans, chômeurs...) de bénéficier de réduction, voire de gratuité dans certains cas. La carte Pastel permet également des abonnements communs avec le Réseau liO, d'une durée de 31 jours, et qui permettent une économie par rapport à l'achat de deux abonnements distincts.

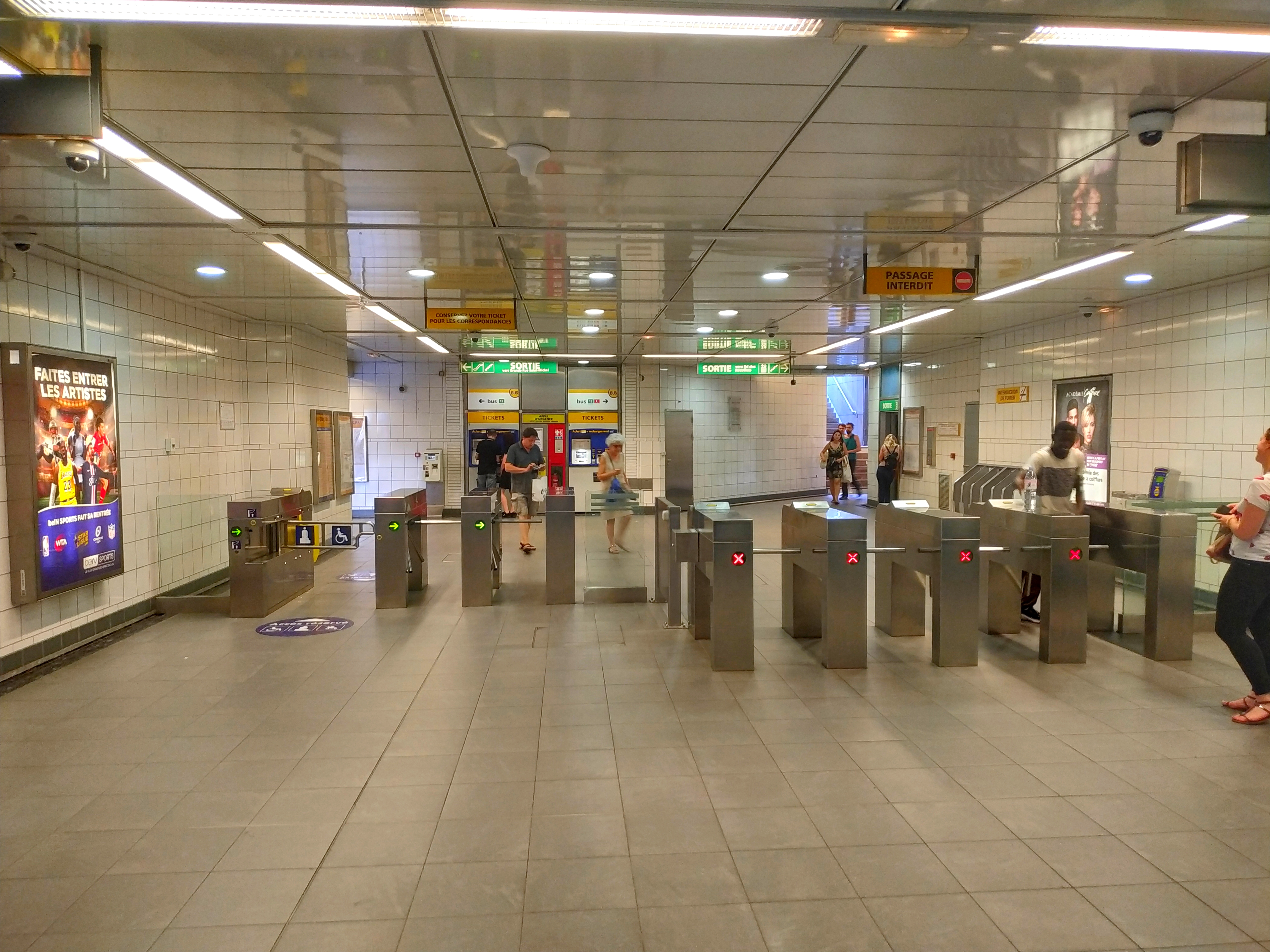
Les tourniquets permettant la validation des titres de transports et l'accès aux quais, à la station Saint-Michel - Marcel-Langer, sur la ligne B.

Depuis 2018, Tisséo propose des titres de transports qui peuvent être achetés sur smartphone. Il s'agit du Ticket Easy, lancé sur le réseau toulousain. Il permet l'achat de certains titres de transports sans passer par les guichets ou les agences. L'achat est possible par carte bancaire, depuis une application téléchargeable sur téléphone portable. Le système marche à l'aide du NFC, un système sans contact. Tisséo propose aussi depuis 2018 un ticket planète, ticket valable une journée, pour un nombre illimités de déplacements, au prix de 3 €, en vente uniquement en cas de pics de pollution. Sa mise en vente est déclenchée une fois seulement qu'une alerte pollution ne soit déclenchée par la préfecture.
Le financement des lignes de métro, mais aussi de l'ensemble du réseau de transports en commun de Toulouse, est assuré par Tisséo Collectivités. Celui-ci est propriétaire de toutes les infrastructures, ainsi que de tout le matériel roulant du métro. Tisséo Collectivités comprend quatre collectivités locales : Toulouse Métropole, le Sicoval, le Muretain ainsi que le Syndicat intercommunal des transports publics de la région toulousaine. Le département de la Haute-Garonne peut aussi participer au financement de certains projets, comme ce fut le cas en 2016, où le conseil départemental a investi 201 millions d'euros en faveur du Plan de Déplacements Urbains, comportant notamment le projet de troisième ligne de métro.

#### Agences Tisséo
Le réseau de métro de Toulouse compte, en 2021, 5 agences Tisséo. Celles-ci permettent aux usagers l'achat de titres de transports classiques auprès de vendeurs, mais aussi d'abonnements et l'achat de tickets (à partir de la carte Pastel) à tarifs réduits pour les personnes éligibles à ceux-ci. Les cinq agences sont situées aux stations Basso Cambo, Marengo - SNCF, Arènes, Jean Jaurès et Borderouge (cette dernière a ouvert ses portes en avril 2018).

### Fréquentation du réseau
La fréquentation du réseau de métro de Toulouse est globalement en augmentation depuis sa mise en service. Une légère baisse a cependant été constatée en 2014 au profit des réseaux de bus et de tramway, ainsi qu'en 2015. En 2016, la fréquentation repart à la hausse mais décline de nouveau en 2017, année de première interruption estivale de la ligne A dans le cadre des travaux de doublement. Enfin, en 2018, la fréquentation sur le réseau repart à la hausse, malgré la fermeture estivale de la ligne A, et ce en raison d'une forte augmentation de la fréquentation sur la ligne B (+3,1 millions de voyageurs en un an).
En 2019, le réseau du métro de Toulouse bat son record de fréquentation, plus de 118 millions de voyageurs ayant transité par le réseau cette année-là.
| Année                                   | 2002 | 2007 | 2008 | 2009 | 2010 | 2011  | 2012  | 2013  | 2014   | 2015  | 2016  | 2017  | 2018  | 2019  | 2023  | 2024  |
| Nombre de voyages annuels (en millions) | 32   | 63,2 | 88,8 | 89,8 | 95,8 | 102,2 | 107,1 | 110,7 | 109,58 | 107,4 | 110,9 | 108,4 | 110,3 | 118,2 | 112,9 | 118,3 |

En 2011, le métro a totalisé 102 147 780 validations sur ses deux lignes, soit 280 626 par jour d'ouverture du réseau. Le dernier record de fréquentation connu date du 6 décembre 2013 avec 245 837 validations sur la ligne A et 226 444 sur la ligne B.
Alors que la ligne A était jusqu'alors la ligne la plus fréquentée du réseau, en 2018, elle perd cette position, essentiellement en raison de l'importante hausse de la fréquentation sur la ligne B, qui se rapproche fortement des 60 millions de voyageurs annuels, mais surtout à cause de la fermeture estivale de la ligne A dans le cadre des travaux de doublement de sa capacité, qui font lourdement baisser son trafic en 2017 et en 2018.
Les stations les plus fréquentées sont, en 2016 : Jean-Jaurès (22 418 791 validations), Arènes (5 994 848), Marengo - SNCF (4 855 562), Capitole (4 765 379) et Balma - Gramont (4 682 568). Elles sont toutes situées sur la ligne A, sauf Jean-Jaurès, située sur les deux lignes. Sur la ligne B, Compans-Caffarelli, Jeanne d'Arc et François Verdier sont également très fréquentées, mais avec des chiffres plus faibles que les stations citées plus tôt. Les stations les moins fréquentées sont Fontaine Lestang (555 529 validations) et Mermoz (778 424).

### Qualité de service

#### Fraude
Le taux de fraude sur l'ensemble du réseau Tisséo est de 4 % en 2014. Mais ce taux semble plus faible sur le réseau de métro, du fait des structures des stations, obligeant les usagers à valider leurs billets. Ce taux, beaucoup plus faible que dans certaines villes françaises (23 % à Marseille par exemple), s'explique par une forte gratuité sur le réseau toulousain (près d'un voyageur sur trois en bénéficiant), mais aussi par la politique de Tisséo, l'entreprise tentant de diminuer ce taux de fraude par des campagnes publicitaires et par des contrôles réguliers.

#### Harcèlement dans les transports
Des affaires de harcèlement sont souvent signalées dans le métro toulousain. Cependant, en 2018, Tisséo a lancé une campagne afin de tenter de limiter le harcèlement. Des affiches ont été disposées dans les stations de métro, afin de sensibiliser les agresseurs, mais aussi tous les passagers, à ce problème présent dans tous les réseaux de métro.

#### Vols et criminalité
Les quotidiens locaux se font souvent l'écho de vols dans le métro. Ce fut le cas récemment, comme fin mars 2018, où trois téléphones portables ont été volés aux stations Mirail-Université et Fontaine-Lestang. Ces histoires se répètent régulièrement, sur la totalité du réseau. Cependant, le métro étant surveillé à l'aide de caméras et d'agents de sécurité, les voleurs sont souvent reconnus et mis en examen[réf. nécessaire].

### Autres lignes

Le plan de la ligne Arènes-Colomiers, avec ses couleurs et son appellation antérieure.

Une ligne de train de banlieue gérée par la SNCF, la ligne Arènes - Colomiers, autrefois appelée ligne C, fut parfois assimilée à tort au métro de Toulouse, bien qu'il s'agisse plutôt d'un train urbain exploité en cohérence avec le métro, plus proche du concept du Transilien de la région parisienne. Cependant, l'arrivée de la future ligne C du métro a obligé Tisséo à faire la distinction entre les deux, en la renommant ligne Arènes - Colomiers.

## Projets de développement

### Toulouse Aerospace Express

Plan Toulouse Aerospace Express

Le projet Toulouse Aerospace Express prévoit la construction d'une troisième ligne de métro automatique entre Colomiers et Labège via la gare Matabiau, le prolongement de la ligne B du métro et la transformation du tramway T2 en Aéroport Express. Parmi ces trois projets, deux s'inscriront dans le cadre du métro de Toulouse.
L’ensemble du projet Toulouse Aerospace Express fait l'objet d'une enquête publique s'est déroulée du 6 juin au 18 juillet 2019.

#### Ligne C

Les 21 stations de la ligne C.

Le tracé de référence de la ligne C du métro comporte vingt-et-une stations, et mesure 27 kilomètres de long, dont une partie réalisés en aérien. Ce tracé permet de desservir de nouvelles communes en dehors de Toulouse (seules deux stations - Balma-Gramont et Ramonville - sont situées en dehors du territoire de la commune de Toulouse, et celles-ci sont situées à proximité directe du territoire de la commune). Cette nouvelle ligne prévoit de desservir les centres-villes de Colomiers, Blagnac et Labège. La ligne desservira également de nombreuses gares, entraînant le réaménagement ou la création de nouvelles (création de la gare de Labège-La Cadène, mise en service de la gare de Route de Launaguet (en connexion avec l'actuelle station La Vache) et desserte des gares de Colomiers, de Montaudran et de Matabiau).
Cette ligne prévoit aussi une meilleure desserte des emplois autour de la métropole toulousaine, avec une meilleure desserte des sites d'Airbus, à Blagnac notamment, et de l'aéroport (connexion avec le tramway) et des zones d'emplois à Montaudran, Labège, Marengo, au centre-ville, etc. Enfin, la ligne désenclaverait certains quartiers actuellement mal desservis par les transports en commun, comme les Sept-Deniers, Ponts Jumeaux, Bonnefoy, Côte Pavée ou encore Montaudran, et d'assurer une meilleure intermodalité avec le réseau TER Occitanie, les autres lignes de métro, le tramway, la ligne C actuelle qui sera renommée et les lignes de bus Tisséo et liO.
Le projet est étudié par Tisséo depuis 2014. Il a fait l'objet d'un débat public, organisé par la commission nationale du débat public, du 12 septembre au 17 décembre 2016. Le projet a été validé en 2018, la mise en service était initialement envisagée en 2025 mais a été décalée à 2028.
Le coût prévu est de 2,33 milliards d'euros selon Tisséo Collectivités. Toujours selon ce dernier, c'est le plus grand programme d'infrastructures de transport urbain (avec celui du Grand Paris Express) en cours de réalisation et son dimensionnement la classerait dans le Top 5 européen des grands projets de transports.

#### Prolongement de la ligne B vers Labège Madron
En janvier 2018, Tisséo Collectivités lance une concertation relative à un prolongement de la ligne B de deux stations après Ramonville (Parc du Canal et Institut National Polytechnique), permettant ainsi une correspondance avec la future ligne C à la station Labège Madron. Cette nouvelle portion devrait être mise en service en 2026, deux ans avant l'inauguration de la troisième ligne.
Toutes les rames ne desserviraient pas cette branche de la ligne B : il est en effet prévu de construire ce prolongement sur une voie seulement entre les deux dernières stations, afin de limiter les coûts, un prolongement à deux voies n'étant pas jugé nécessaire. Ramonville deviendrait donc le terminus partiel de la ligne.

### Prolongement de la ligne A à Balma – L’Union
Le groupe Toulouse Métropole Citoyenne au conseil de Toulouse Métropole propose en 2018 le prolongement de la ligne A d'une station, de Balma - Gramont à Balma – L’Union pour établir à ce nouveau terminus un pôle multimodal train / métro. En 2024, le projet est évoqué par Tisséo comme réalisable à l'horizon 2040 dans le cadre du projet de service express métropolitain de l'agglomération. Le prolongement jusqu'au centre de l'Union n'est pas envisagé.

### Nouvelles rames VAL 208 NG3
En février 2020, quinze rames nouvelles VAL 208 NG3 sont commandées pour un montant de 150 millions d'euros. Leur mise en service est prévue en 2025,.

### Autres projets (abandonnés)

#### Prolongement de la ligne A vers Saint-Simon
Le maire de Cugnaux avait demandé sous la présidence Tisséo de Jean-Luc Moudenc, le lancement d'études pour prolonger la ligne A et faciliter ainsi la liaison avec le futur couloir bus en site propre aménagé le long de la voie du canal de Saint-Martory, une desserte accélérée de l'Ouest toulousain (Saint-Simon, Cugnaux, Villeneuve-Tolosane, Frouzins, Seysses, Tournefeuille, Plaisance-du-Touch), ce prolongement vers cette plate-forme de correspondances pourrait desservir aussi la zone du Météopôle et la zone de loisir de la Ramée. Tisséo n'a pas publié de document synthétique résultant de ces études préliminaires, le PDU en révision ne stipule pas ce prolongement pour des raisons de capacité de financement,.

#### Prolongement de la ligne B à Labège
En janvier 2006, le maire de Toulouse Jean-Luc Moudenc avait annoncé son souhait d’une décision rapide sur une extension sud de la Ligne B, extension approuvée à l’unanimité par les membres du SMTC le 6 juin 2006. L’extension alors envisagée aurait été en métro aérien composé de 5 km de ligne en viaduc, avec franchissement du Canal du Midi et de l’autoroute A61 et trois stations (à la gare de Labège-Innopôle actuelle, au niveau du cinéma Gaumont et au lycée de la Cadène), et un autre itinéraire de 5 stations envisagé par le Sicoval (au Parc Technologique du canal, au centre commercial, à la gare actuelle de Labège, au centre des congrès et au lycée de la Cadène)
.
Ainsi, la gare SNCF actuelle serait déplacée pour créer une nouvelle gare multimodale métro/bus/train/vélo/voitures, plus au sud de l’actuelle gare
. Le coût de construction est alors estimé à 330 millions d’euros pour une ouverture en 2013 ou 2014
.
Ce projet a été remis en cause, en raison de son coût élevé et du mauvais état des finances de Tisséo. En effet, pour le même coût, il serait possible de construire un tramway d’une vingtaine de kilomètres
,
. Ce projet est dans tous les cas retardé, et une possible alternative 
tramway ou BSP « évolutif métro » a été inscrite au PDU fin 2009.
Cette remise en cause a conduit le Sicoval à engager diverses actions de communication comme la mise en place d’un site internet
 afin de recueillir des témoignages et d’exposer les arguments 
en faveur de l’extension de la ligne B jusqu’à Labège - Innopole.
Durant la fin du mois de septembre 2009, une campagne publicitaire a été lancée sur certains panneaux d’affichage de Toulouse et de Labège, et surtout 
dans les journaux gratuits tels que le 20 minutes de Toulouse, le Métro ou le DirectToulouse.
Cette campagne annonçait que, à la suite d'une signature massive de la pétition et diverses actions en ligne, le projet était « remis sur les rails »
.
La question a ensuite été de savoir quelle solution était la meilleure entre un tramway ou métro aérien avec des quais de 52 mètres.
Chacune d’entre elles a ses avantages et ses inconvénients, détaillés dans le tableau ci-dessous.
| Critère                  | Tramway                                                                                           | Métro                              |
| ------------------------ | ------------------------------------------------------------------------------------------------- | ---------------------------------- |
| Débit maximal (par jour) | 64 000 voyageurs                                                                                  | 90 000 voyageurs                   |
| Coût des travaux         | 150 M€                                                                                            | De 380 à 440 M€                    |
| Durée du trajet          | 10 minutes de plus que le métro                                                                   | 10 minutes de moins que le tramway |
| Correspondance           | Complexe : pour une correspondance quai à quai, 70 M€ de travaux supplémentaires sont nécessaires | Pas de correspondance              |

Joël Carreiras, vice-président du Grand Toulouse a dernièrement proposé une autre solution : quitte à dépenser le prix du prolongement du métro, 
autant construire un tramway partant du pont des Demoiselles et qui, grâce à deux fourches successives, desservirait le quarter de Rangueil et les communes 
de Saint-Orens-de-Gameville et de Labège. Mais le Sicoval maintient la demande de prolongement en métro.
Finalement, entre 2009 et 2011, tandis que sont faites plusieurs propositions, dont un BHNS évolutif métro à inscrire au nouveau PDU par Tisséo
, le Sicoval cherche des fonds, et parvient 
à débloquer une somme de plus de cent millions d’euros
.
L’intercommunalité émet alors une nouvelle proposition, pour pouvoir obtenir le prolongement en 2018
 et un accord est trouvé visant à prolonger le métro à l’horizon 2019. Sur le coût estimé à 350 M€, 40 millions pourraient être apportés par le 
conseil général de la Haute-Garonne, 100 millions par Tisséo-SMTC et 140 millions par le Sicoval. Les soixante-dix à quatre-vingts millions manquants 
pourraient alors être subventionnés par l’État au titre de la loi Grenelle 2, ainsi que par l’Europe. Le calendrier estimé est alors le suivant : 
recrutement d’un maître d’œuvre début 2012, début des études au milieu de la même année, bouclage du financement et enquête publique début 2014, début des 
travaux en 2015 et mise en service début 2019
.
Ainsi, au mois de mars 2012 se tiennent trois concertations publiques à Toulouse, Ramonville et Labège, notamment pour débattre des tracés. En effet, 
plusieurs solutions sont envisageables pour le franchissement du Canal du Midi, de l’A61 et de l’
A620, la desserte du Parc technologique du canal , etc. Le tracé favorisé par le maître d’œuvre consiste à prolonger le 
tunnel existant de 200 m pour franchir le canal et l’A623, puis à construire environ 5 km de viaduc nouveau.
La ligne prolongée descendrait donc l’avenue de l’Europe vers le Théogone, au cœur du parc technologique du canal, desservi par une station. Après avoir 
traversé la zone peu urbanisée au sud du périphérique de Toulouse, elle traverserait l’autoroute des deux mers et l’Hers-Mort en viaduc peu au 
nord de la gare de péage ; puis elle rejoindrait le centre commercial après une courbe qu’elle desservirait par une station. Enfin, elle se dirigerait vers 
la gare existante en longeant le parking du centre commercial avant de desservir le centre Diagora par l’avenue Jean Rostand ; et se terminerait devant le 
lycée de la Cadène, à proximité des voies ferrées, où seraient créés une nouvelle gare et un parking relais. Les stations, toutes aériennes, auraient des 
quais de 52 m. L’investissement est évalué par le SMTC à plus de 350 M€, pour une mise en service alors espérée début 2019
.
Le prolongement est actuellement prévu pour fin 2018 de Ramonville jusqu’à La Cadène à Labège. D’une longueur d’environ 5 km, il comportera un viaduc d’environ 4,5 km et cinq stations aériennes
. Le coût total de l'extension est chiffré à 168 millions d'euros (matériels et 
équipement non compris).
L'enquête publique s'est déroulée du 2 avril au 18 mai 2015
.
Le 1er mars 2016, Jean-Luc Moudenc annonce au Sicoval  que le prolongement de la ligne B vers Labège ne se fera pas
, au profit d'une desserte de la ville par la troisième ligne de métro en 2024.
Elle revient en projet dans le cadre du Toulouse Aerospace Express et de la connexion ligne B. Sa mise en service est prévue pour 2025, après des travaux devant débuter en 2020. L’essentiel du prolongement de 2,7 km sera en aérien en passant par le Parc du Canal puis jusqu'au terminus à Labège Madron.

#### Prolongement de la ligne B à L’Union
Un autre projet a été proposé en novembre 2006 par le maire de L’Union : prolonger le métro de Borderouge à L’Union.
Le principal argument est la surcharge des routes du nord-est toulousain par les voitures et les bus, nécessitant l’arrivée d’un transport en commun en site propre.
Mais un bus en site propre ne pourrait pas être réalisé : le Conseil Général de le Haute-Garonne, propriétaire des routes les plus fréquentées, interdit l’abattage des arbres. Ainsi, seul un tramway contournant ces routes (proposé par Pierre Cohen, ancien maire de Toulouse) ou un métro (le prolongement de la ligne B est réalisable) en permettrait la desserte. Aucune étude n’a encore été réalisée, et le projet n’est pas inscrit au plan de déplacements urbains.
Le groupe Toulouse Métropole Citoyenne au conseil de Toulouse Métropole propose en 2018 le prolongement de la ligne A d'une station, de Balma - Gramont à Balma – L’Union pour établir à ce nouveau terminus un pôle multimodal train / métro. En 2024, le projet est évoqué par Tisséo comme réalisable à l'horizon 2040 dans le cadre du projet de service express métropolitain de l'agglomération. Le prolongement jusqu'au centre de l'Union n'est pas envisagé.

#### Correspondance aux Carmes

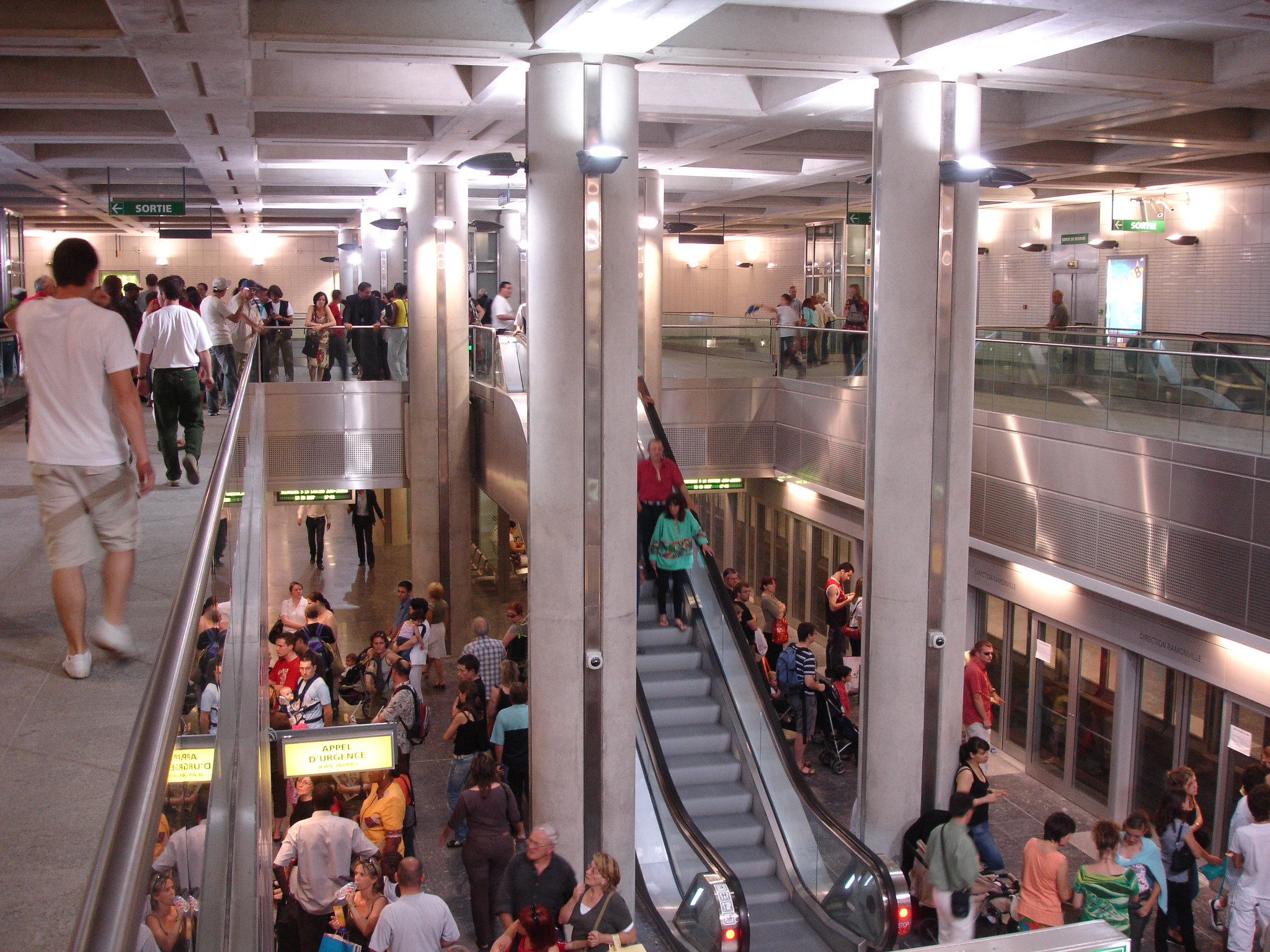
Les quais de la ligne B à Jean-Jaurès saturés à l’heure de pointe, en juillet 2007.

À la création de la ligne B, l’unique station de correspondance avec la ligne A avait été critiquée, : plus de 100 000 voyageurs étaient attendus chaque jour, sans compter les nouveaux commerces et habitations dont le développement serait favorisé par ces deux axes d'envergure. Par conséquent, en plus de la réalisation d'un hall d'échanges d'envergure avec plusieurs commerces, accès au parking de proximité, point vente et espace conseil, a été étudiée la possibilité de l’aménagement d'un couloir piétonnier souterrain entre la station Carmes et Esquirol. Trois itinéraires étaient alors proposés, tous les trois d'une longueur de 250 à 300 m. Aujourd'hui, le projet semble arrêté, la station Jean-Jaurès réussissant à encaisser les importants flux de voyageurs des heures de pointe du matin comme du soir.

## Fouilles archéologiques et paléontologiques
Lors des travaux de 1986 à 2007, les fouilles d'archéologie préventive se font, entre 1991 et 2004, sur les sites de 30 stations et puits techniques susceptibles d'abriter du patrimoine, en particulier dans l'emprise des villes antique et médiévale; en effet, le tunnel du métro en lui-même, creusé dans le substrat géologique, est situé en dessous des couches de sédiments archéologiques. Le déroulement est le suivant : sondages de reconnaissance sur le tracé de la ligne A, fouille en plusieurs phases des stations Capitole et Esquirol réalisées par l'Afan, sondages sur le tracé de la ligne B, sondages sur le prolongement de la ligne A vers Gramont et de la ligne B vers Borderouge, et enfin, de 2000 à 2004, huit fouilles sur la ligne B, réalisées par l'Inrap. En effet, cette ligne emprunte une partie des boulevards situés à l'emplacement des fossés en avant des anciennes fortifications: ainsi, plusieurs fouilles ont lieu autour des remparts: stations Palais-de-Justice et François-Verdier, puits techniques à Aubuisson et Victor-Hugo. La dernière fouille archéologique a lieu sur le lieu de la caserne Niel, en 2004.
L'Afan puis l'Inrap, le musée Saint-Raymond, et le Service régional de l'archéologie collaborent pour communiquer régulièrement au public les résultats des fouilles par des journées portes ouvertes et visites scolaires sur les différents chantiers archéologiques, expositions temporaires (Archéologie toulousaine en 1995 sur notamment les fouilles des stations Capitole et Esquirol, Archéologie à Toulouse en 2002-2003. Dernières découvertes en 2003 sur les fouilles de la ligne B, Gaulois des pays de Garonne en 2004 sur les fouilles de la caserne Niel), publications en 2002 de Tolosa et en 2007 de Metropolis respectivement sur l'ensemble des fouilles à Toulouse et spécifiquement sur celles du métro.